# Lancia
Lancia (pronunciado [ˈlantʃa] en italiano) es un fabricante de automóviles italiano fundado en 1906 por Vincenzo Lancia, bajo el nombre de Lancia & C.. Formaba parte del grupo FCA Italy desde 1969 y tras la fusión de esta última con el Groupe PSA, pasó a formar parte del grupo de empresas multinacional Stellantis, donde fue reconvertida en una de sus marcas de lujo.
Dicha marca dejó una gran herencia en el mundo del rally y destaca por designar a sus modelos con letras del alfabeto griego.
Recientemente su producción estaba centrada únicamente en el Ypsilon, de comercialización exclusiva en el mercado italiano. Tras la constitución de Stellantis en 2021, fue presentado un plan de refundación para convertirla en marca de coches de lujo e integrarla a un grupo interno relacionado con ese segmento, junto a Alfa Romeo y DS Automobiles.

## Historia

### Fundación y primeros años

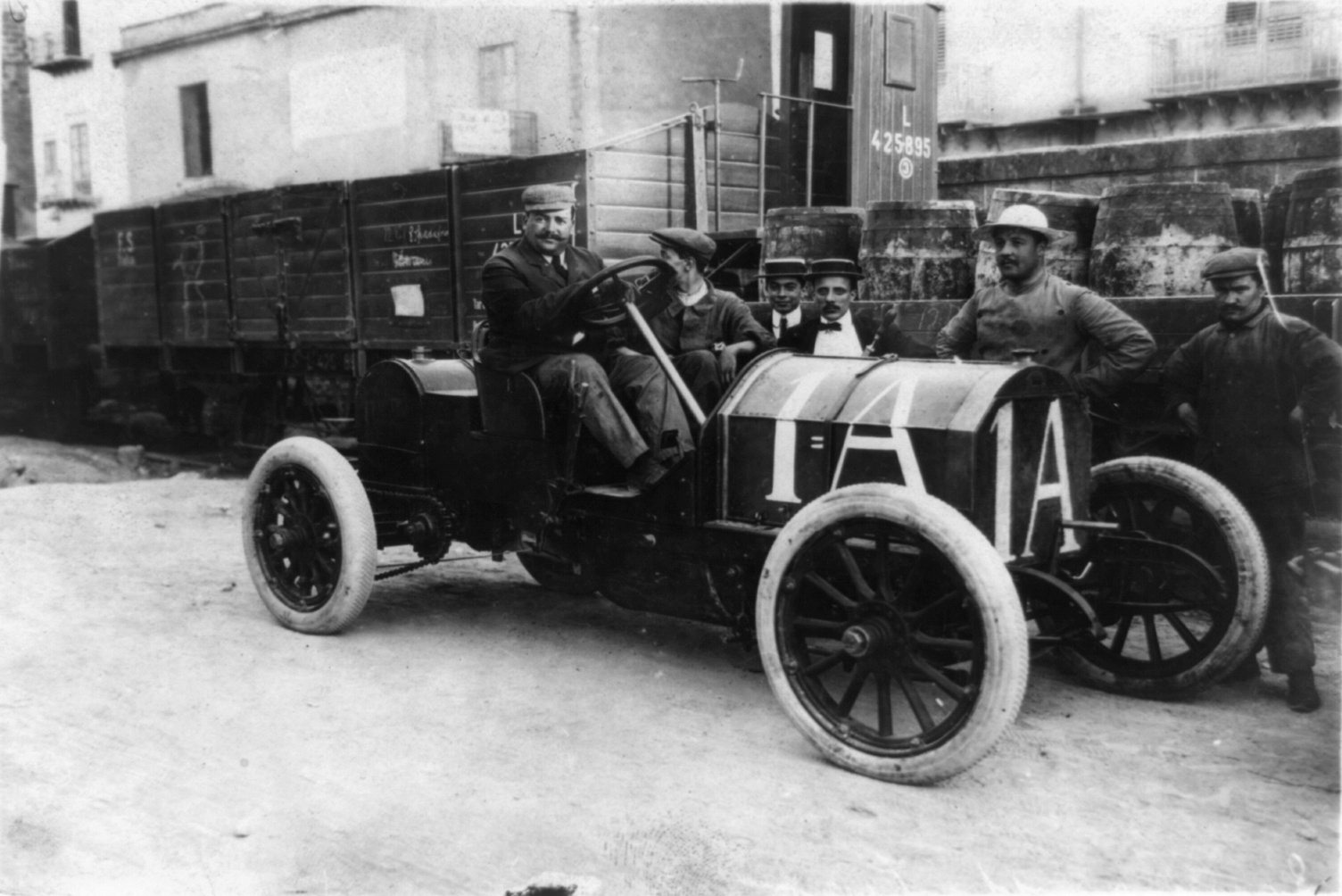
Vincenzo Lancia a bordo del Fiat 50 HP en la prueba de Targa Florio de 1908

Lancia fue fundada el 27 de noviembre de 1906 en Turín por Vincenzo Lancia y su amigo Claudio Fogolin, ambos pilotos de Fiat, como Lancia & C. Fabbrica Automobili, con un capital inicial de 100 000 ₤, habiendo aportado cada uno un 50% del monto inicial.
Vincenzo Lancia estaba entonces muy afianzado dentro del ambiente automotor, en virtud de las exuberantes presentaciones deportivas que hizo como piloto de Fiat desde comienzos de 1900. Claudio Fogolin en cambio, era menos conocido y más discreto como piloto, había conocido a Vincenzo en sus inicios con Fiat y consideraba que el apellido de su amigo como nombre principal de la empresa era más acertado debido a su popularidad. Incluso después de haber registrado la compañía, tanto Vincenzo como Claudio siguieron trabajando en Fiat, a fin de asegurar un capital suficiente llegado el momento de la producción.
En 1907 la nueva compañía alquiló su primer taller, un viejo cobertizo en la intersección de las calles Donizetti y Ormea, ocupado hasta hacía pocos meses por ITALA, otra compañía de automóviles en Turín. Poco después Vincenzo Lancia confía a su amigo el conde Carlo Biscaretti di Ruffia la tarea de estudiar y diseñar un logotipo que sea fácilmente reconocible a primera vista. El conde realizó cinco diseños, dejando a Vincenzo decidir qué modelo representaría mejor la filosofía de la marca Lancia, según la forma del nombre y la bandera.

### Producción en serie (1908-1918)

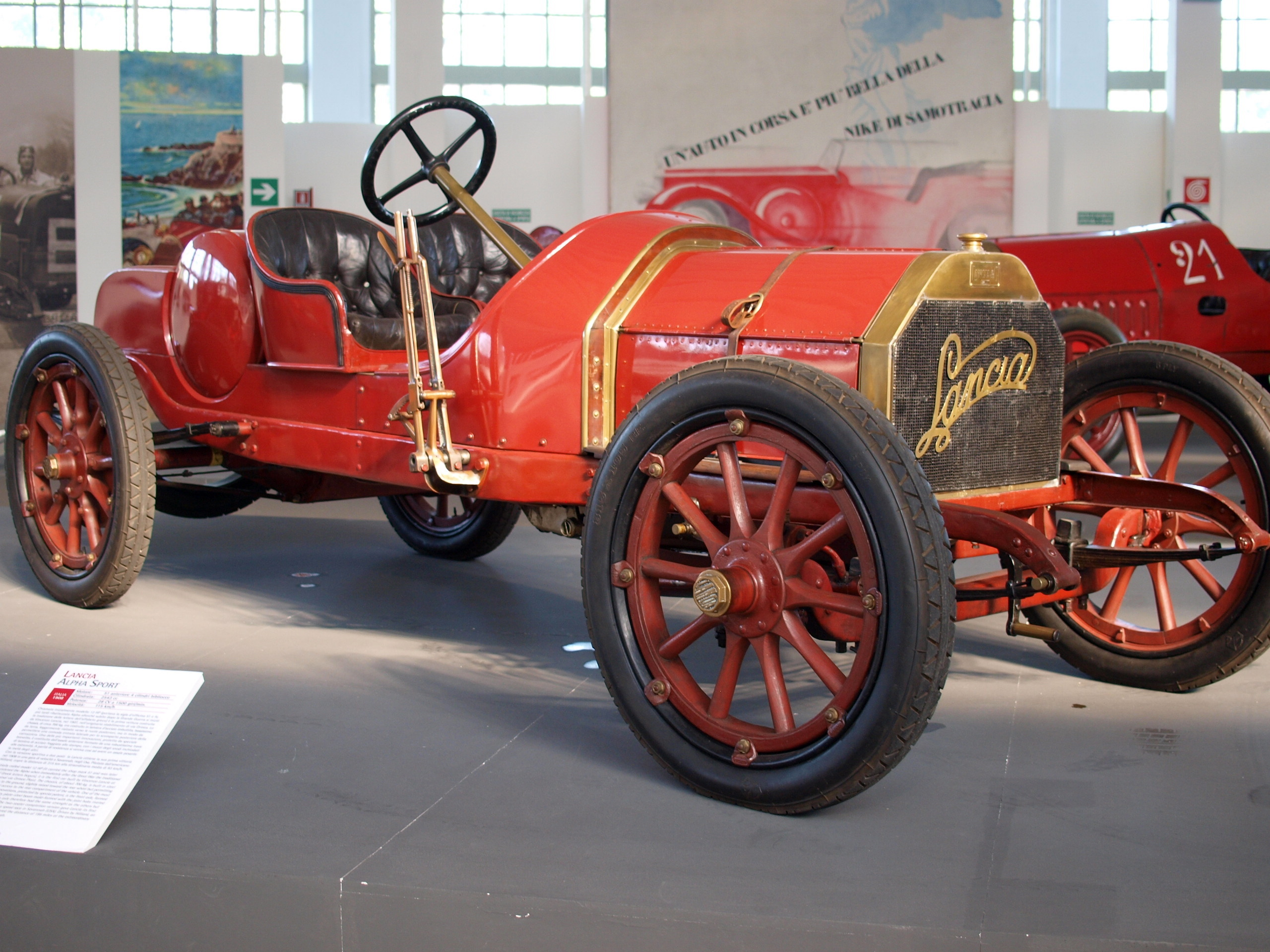
Lancia Alfa 12 HP

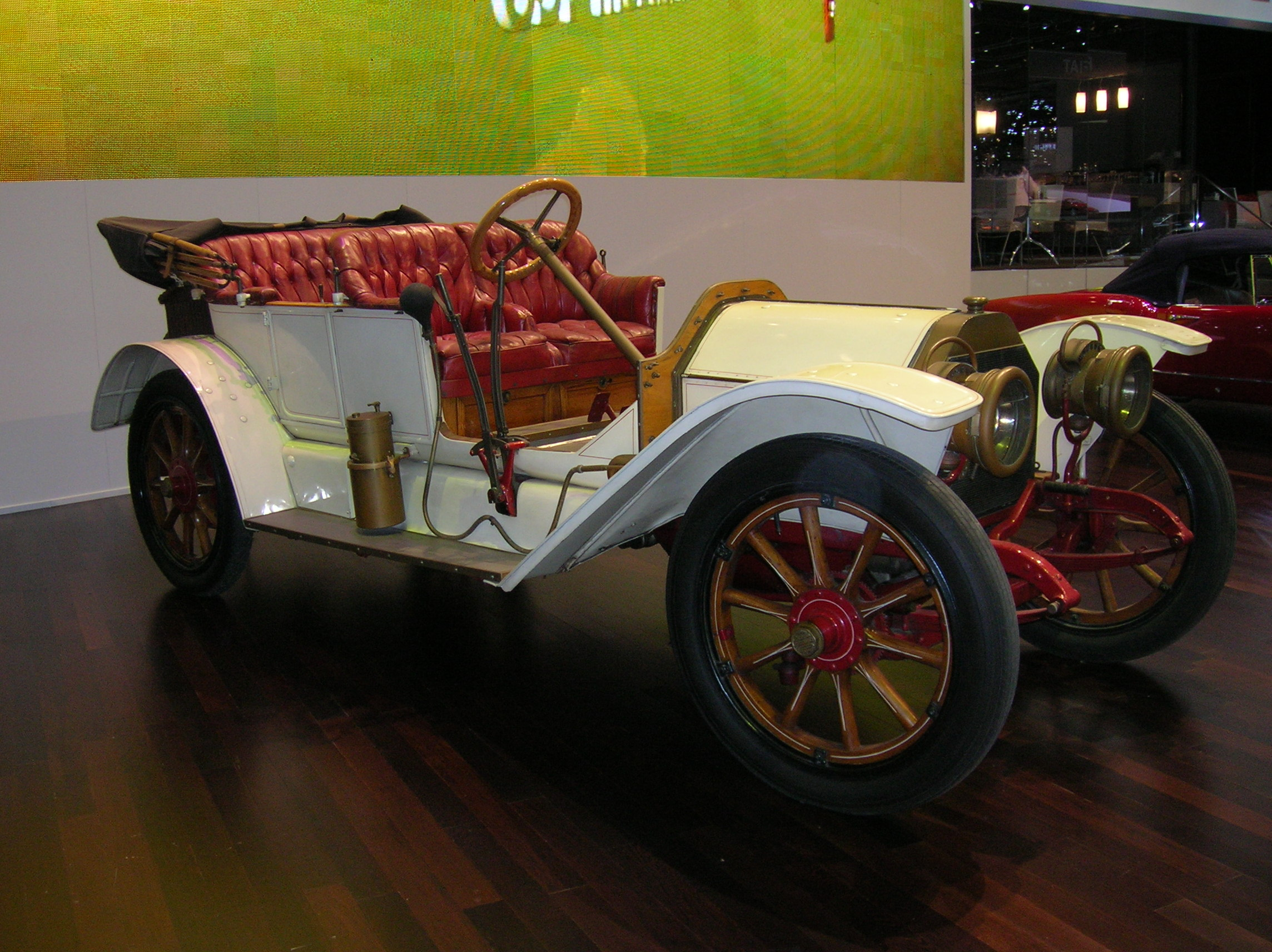
Lancia Beta 15/20 hp

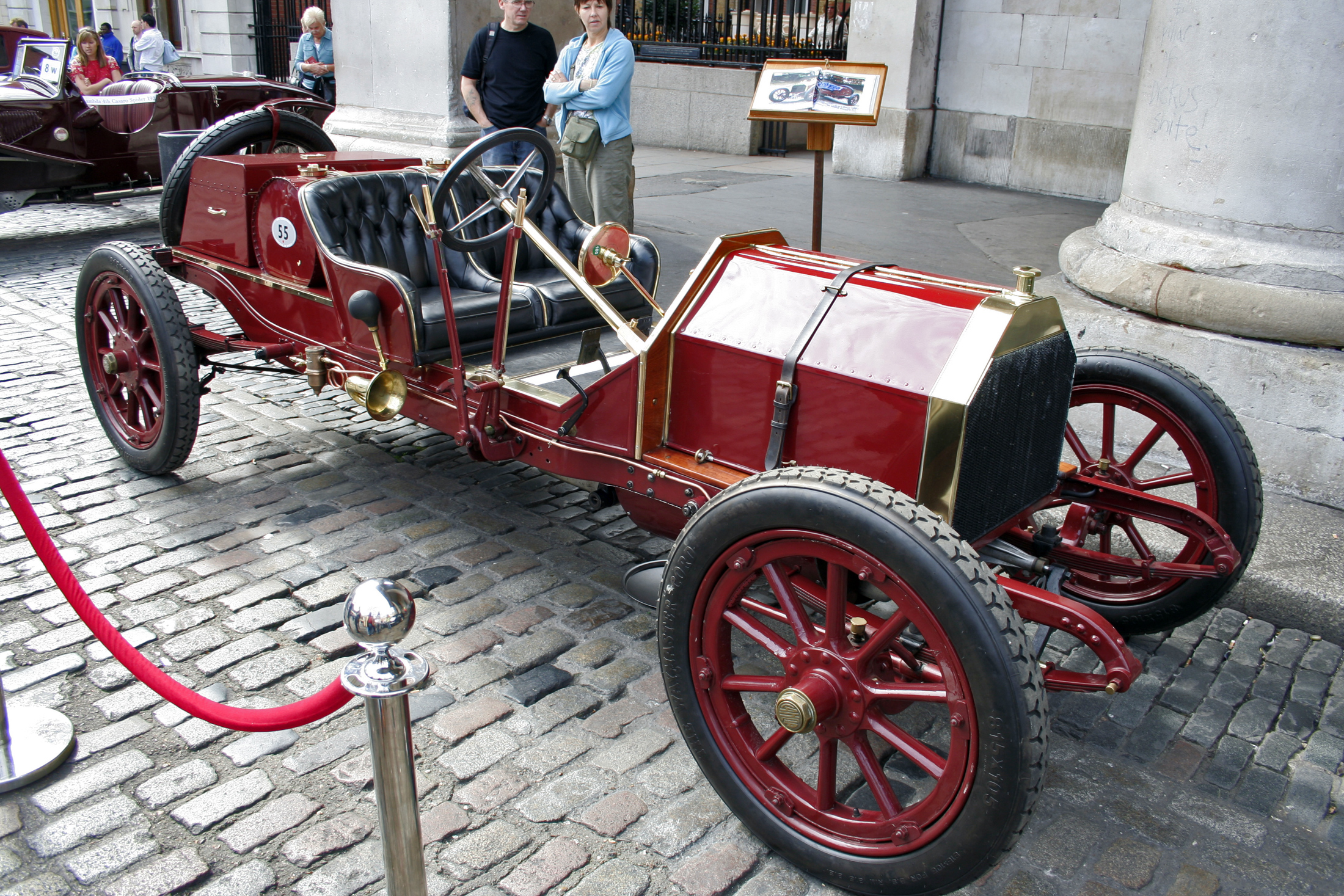
Tipo 55 Corsa de 1910

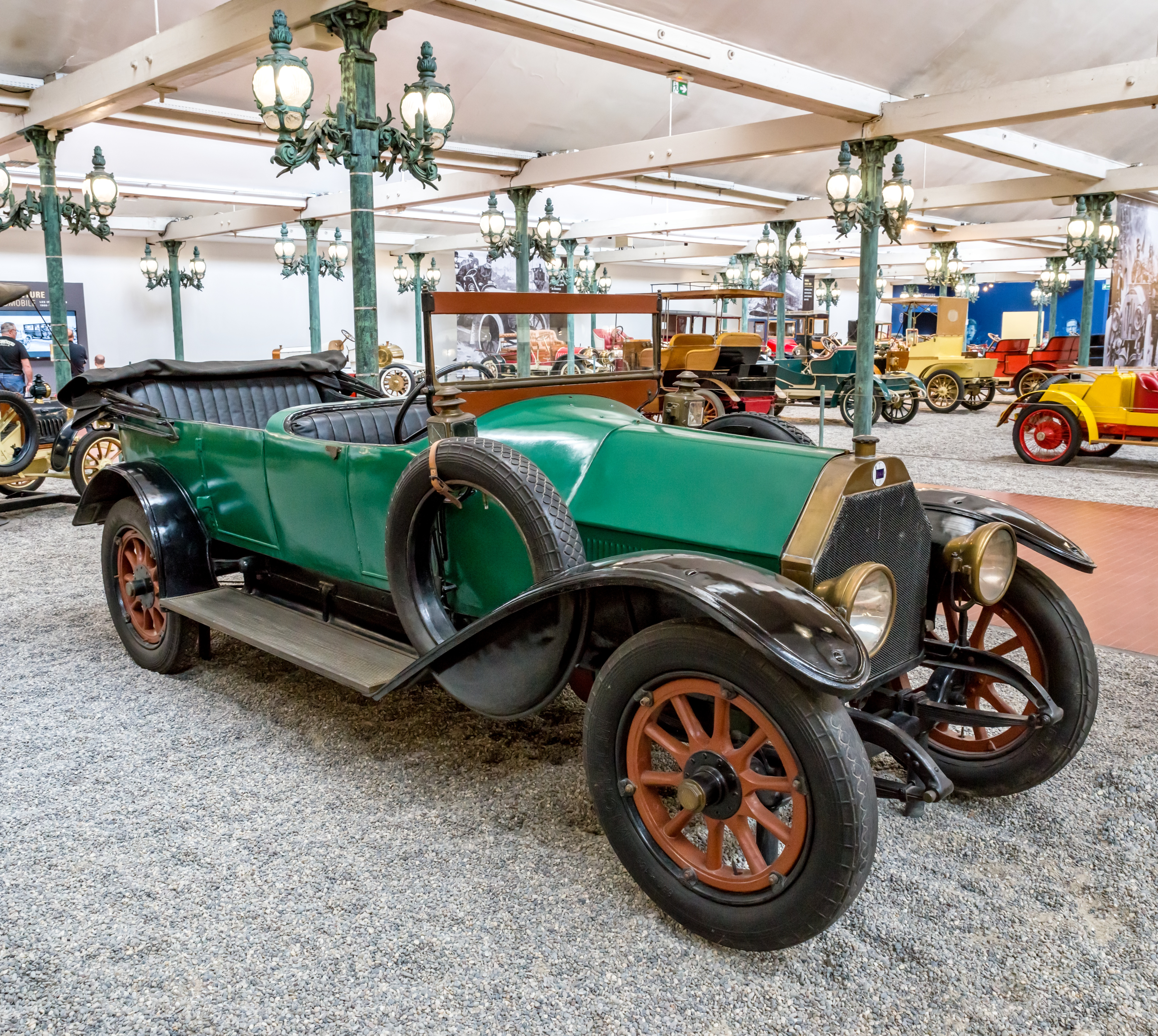
Epsilon tipo Torpedo de 1912

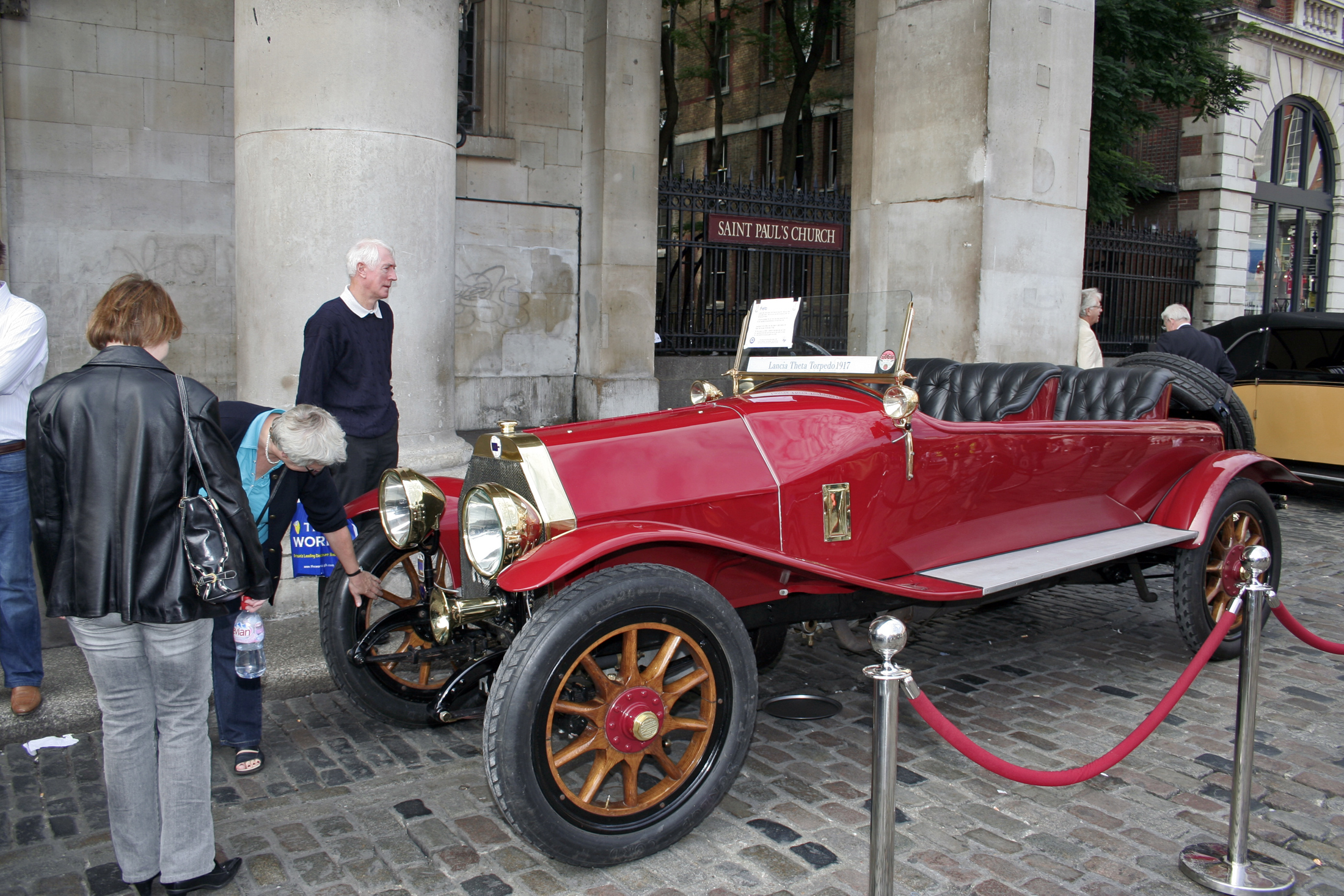
Theta tipo Torpedo de 1917

El Lancia Alfa 12 HP fue el primer coche producido por Lancia y presentado por el mismo Vincenzo Lancia en el Salón del Automóvil de Turín, desde el 18 de enero hasta el 2 de febrero de 1908. Este coche hizo sus primeras pruebas en septiembre de 1907, empezando su producción en 1908. Fue llamado en un principio como tipo 51 y renombrando a uno de los caracteres del alfabeto griego, la letra Alfa. Se vendieron más de cien ejemplares, adaptándolo también para las carreras.
En 1909 se lanza el Lancia Beta 15/20hp como sustituto del conocido Alfa 12 HP. Básicamente este modelo fue una versión modernizada del 12 HP, con una cilindrada aumentada de 2,5 a 3,1 L (152,6 a 189,2 pulgadas cúbicas), lo que permitió aumentar la potencia de los 28 CV (20,6 kW) del anterior modelo a los 34 CV (25,0 kW) de este.
La distancia entre ejes del chasis también aumentó de los 282 cm (111 pulgadas) del modelo anterior hasta los 293,2 cm (115,4 pulgadas), permitiendo una mayor comodidad para los pasajeros de las plazas posteriores. Del 15/20 HP se fabricaron 150 ejemplares antes de ser remplazado por el Lancia Gamma-20HP (tipo 55) de 1910.
El Gamma-20HP o Tipo 55 renombrado a Gamma, derivaba en muchos aspectos del modelo anterior, el Lancia Beta 15/20hp, pero presentaba algunos cambios como la cilindrada aumentada desde los 3100 cm³ (3,1 litros) del modelo anterior hasta los 3400 cm³ (3,4 litros) del Gamma, lo que le permitió aumentar la potencia hasta los 40 CV (29,4 kW) a las 1500 rpm, consiguiendo una velocidad máxima de 110 km/h (68 mph).
En 1911 se presentan los modelos Lancia Delta 20/30hp o Tipo 56 y su sustituto el Lancia Epsilon o tipo 58. El Delta fue construido en dos versiones de chasis con diferente distancia entre ejes, tanto normal como corto. La cilindrada fue aumentada con respecto a su antecesor el Gamma, hasta los 4084 cm³ (4,1 litros), lo que le permitía alcanzar los 60 CV (44,1 kW) de potencia máxima a las 1800 rpm y una velocidad máxima declarada de 115 km/h (71 mph). El Epsilon fue fabricado entre los años 1911 y 1912 y compartía muchas características con su antecesor, el Lancia Delta 20/30hp, aunque presentaba cambios sustanciales como una distancia entre ejes notablemente mayor de 327 cm (128,7 pulgadas), lo que permitió una mejora notable de la habitabilidad posterior. El motor y la transmisión por el contrario no presentaban cambio alguno, manteniéndose la cilindrada y transmisión. Se fabricaron un total de 350 ejemplares del Epsilon hasta finales de 1912, siendo sustituido por el Theta en 1913.
El Lancia Eta fue un modelo presentado en 1911 que se fabricó en paralelo al Epsilon, siendo más pequeño y estilizado e incorporando novedosos detalles como las luces eléctricas.
En 1913 se presentaría su exitoso Theta o tipo 61 en el Salón del automóvil de Londres. Contaba con una versión de chasis alargado, que aumentaba la habitabilidad posterior. El coche incorporaba de serie un sistema eléctrico que comprendía alumbrado delantero y trasero, encendido del motor y luz del panel de instrumentos. Vincenzo Lancia estaba tan convencido de su eficacia qué eliminó la manivela de arranque que quedó como accesorio en la dotación de herramientas. El motor de casi 5 L (305,1 pulgadas cúbicas), iba acoplado a una transmisión manual de cuatro velocidades, alcanzando una velocidad máxima de 120 km/h (75 mph). Este modelo se fabricaría durante casi cinco años, todos en el marco de la Primera Guerra Mundial, produciéndose un total de 1696 ejemplares hasta 1918.

### Producción en serie (1919-1931)

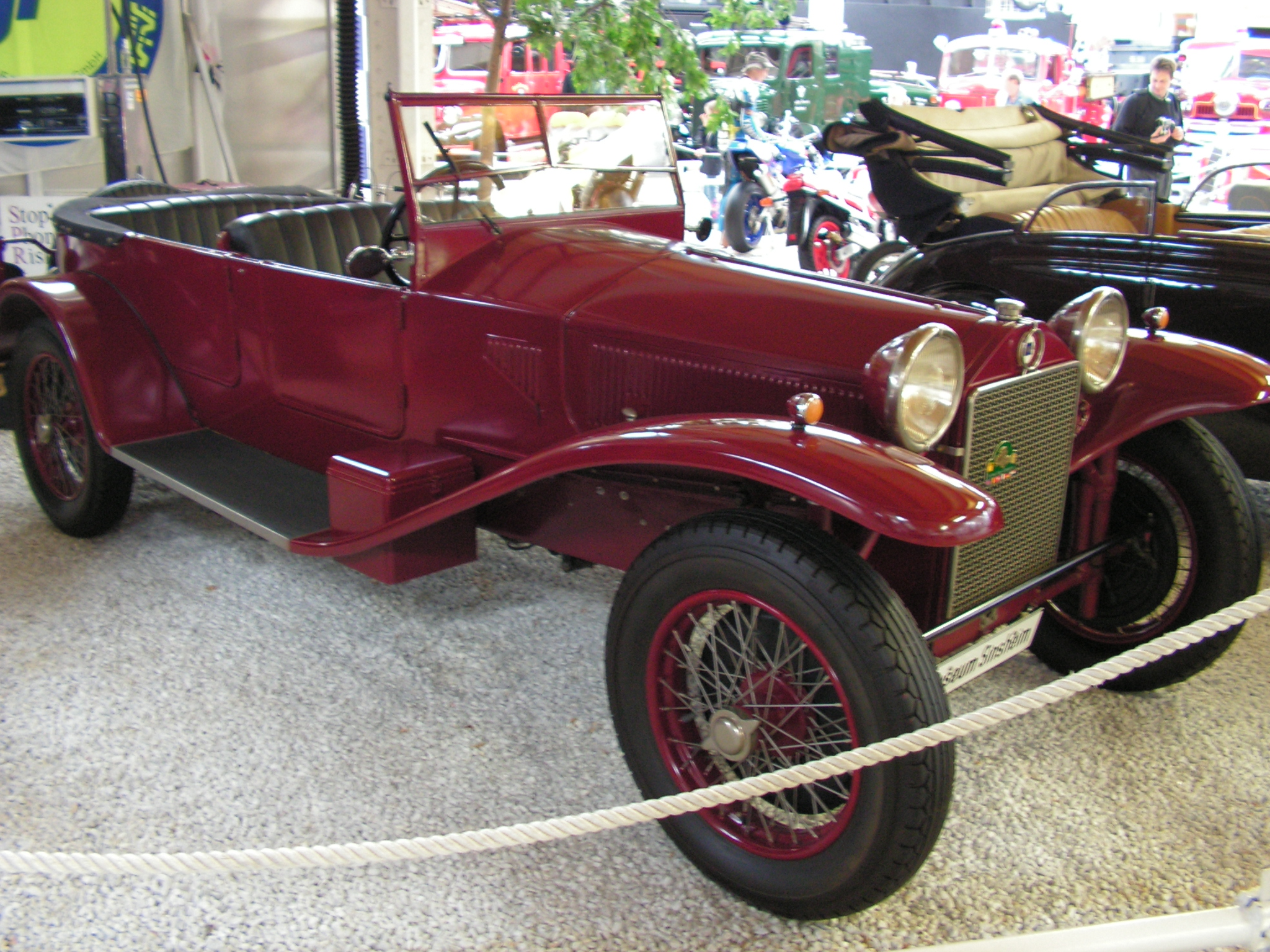
Lancia Lambda

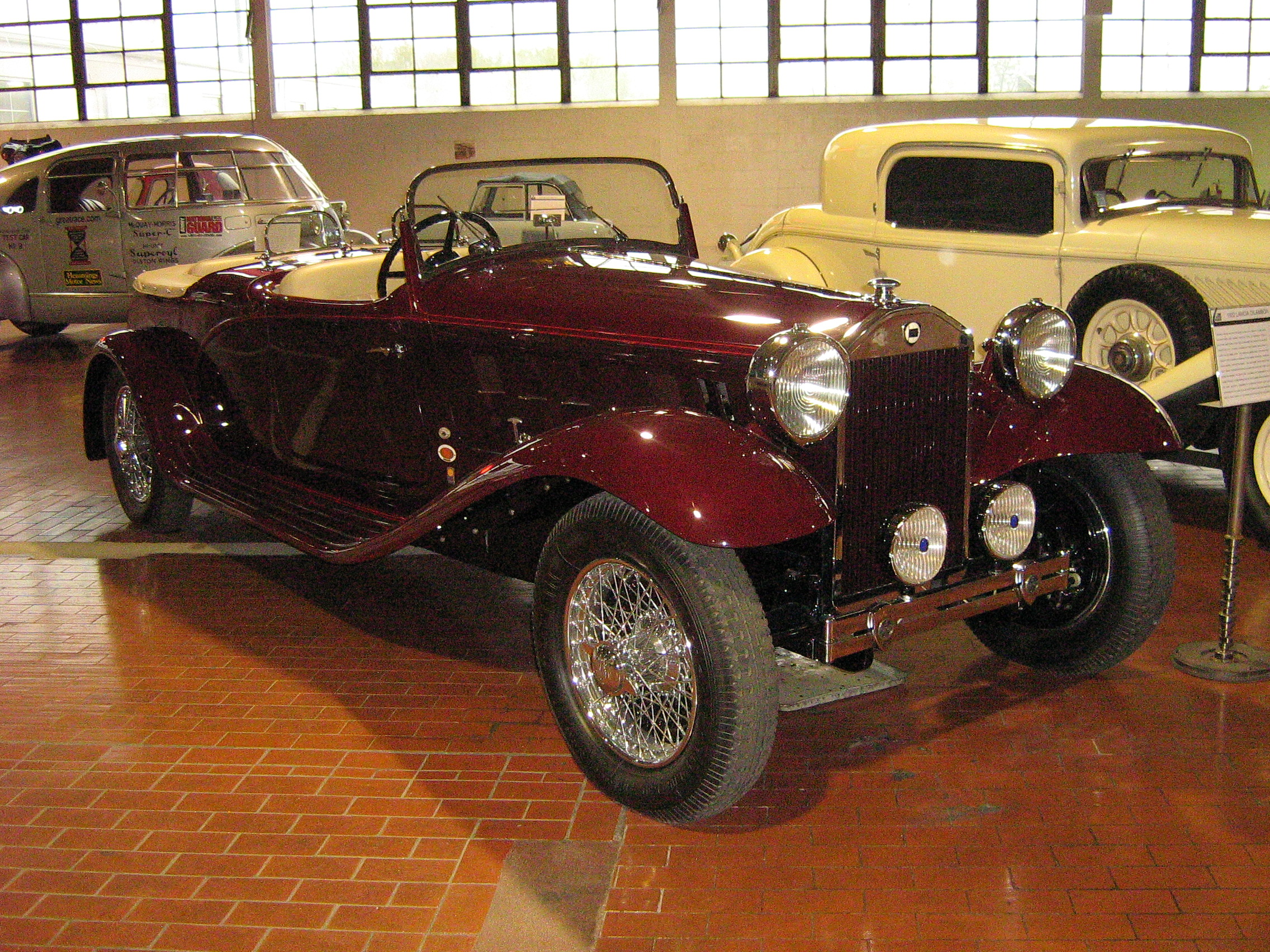
Lancia Dilambda

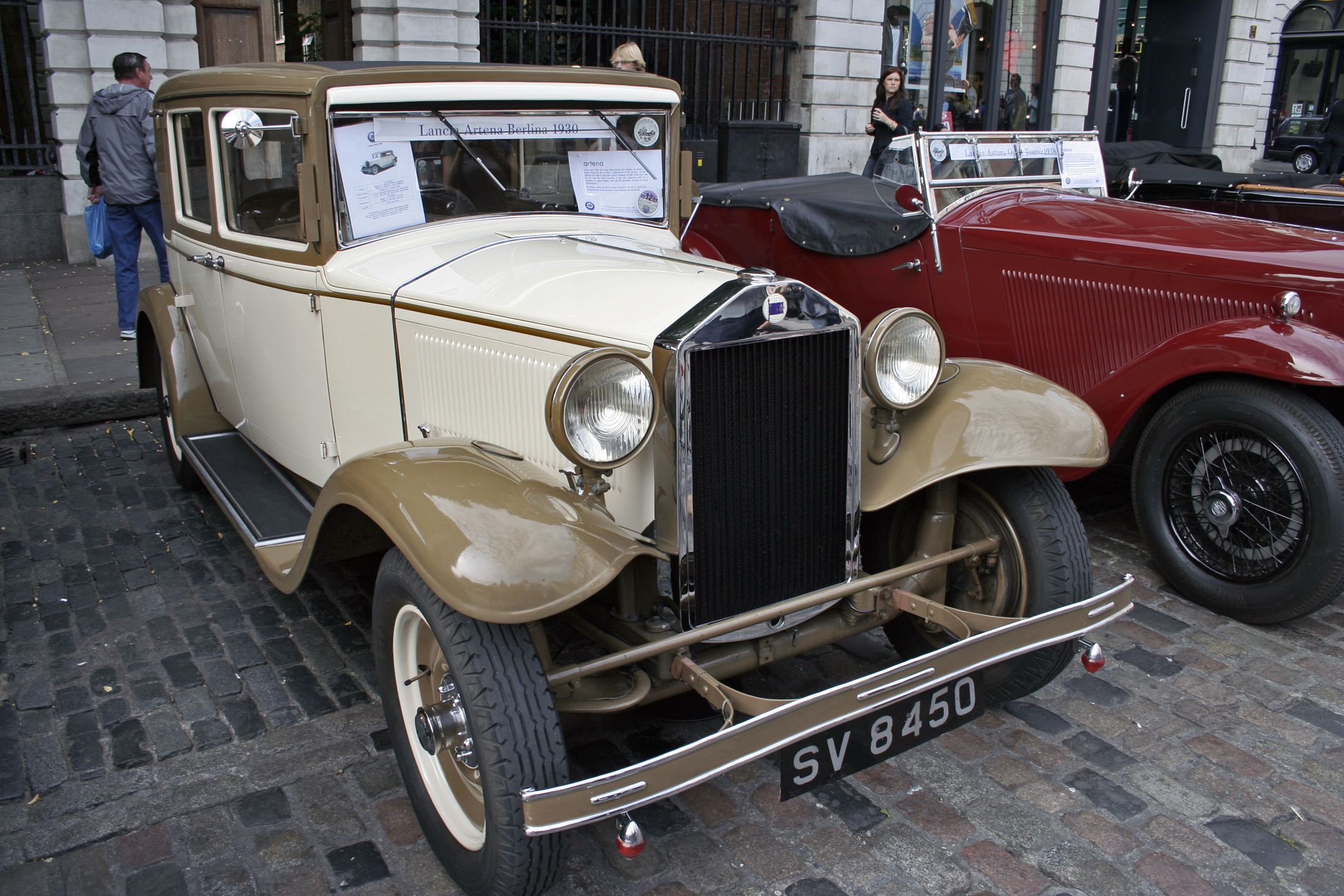
Artena de 1930

En 1919 se lanza al mercado el Kappa, con un motor de cuatro cilindros en línea derivado claramente del Theta, pero mejorando la potencia, la cual era de gran alcance para la época con 70 CV (51,5 kW) y una velocidad máxima de 120 km/h (75 mph), pero también se caracteriza por presentar al menos tres innovaciones dignas de mención: una culata separada, la palanca de cambios situada en el centro entre los dos asientos delanteros; y el abandono de las ruedas de madera, estando disponibles de serie los rines de disco de acero.
Incluso con el lanzamiento del Kappa, el año 1919 no representó un buen período, disminuyendo la producción en más de un 20% con respecto al año anterior, con pérdidas de casi 1 500 000 ₤. Sin embargo, el Kappa tendría ventas en constante aumento superando en 1920 las mil unidades.
En 1921 se presentaría el modelo Dikappa, que no era más que una versión deportiva del modelo Kappa, con mejoras en la distribución, que le permitían incrementar la potencia hasta los 87 CV (64,0 kW), con un ligero aumento en la capacidad de aceleración y una velocidad máxima de 125 km/h (78 mph). Esta versión tendría una vida breve de un año, debido a las intenciones de Vincenzo de introducir al mercado un modelo con motor V8, intenciones que se materializarían en 1922 con el lanzamiento de Trikappa, una evolución considerable a nivel mecánico de Dikappa, alcanzando una potencia máxima de 100 CV (73,6 kW) y una velocidad final de 130 km/h (81 mph). El Trikappa se fabricaría hasta 1925.
En el Salón del Automóvil de París y Londres de 1922, se presentaría oficialmente al público el modelo Lancia Lambda, cuya producción en serie comenzaría en 1923 paralelamente a la del Trikappa. El Lambda presentaba características avanzadas para la época, como radiador circular, suspensión trasera semiindependiente y, sobre todo, una estructura monocasco del chasis presentada por primera vez en un coche de producción. El Lambda se fabricaría durante ocho años hasta 1931.
Si bien las ventas del modelo Lambda eran relativamente buenas, este no era capaz de satisfacer los gustos de la clientela más exigente, sobre todo fuera de Italia, quienes reclamaban una automóvil de mayor cilindrada y prestigio. Así, Lancia se prepara para lanzar en el Salón del Automóvil de París de 1929, el modelo Dilambda, una versión modificada del Lambda equipado con un V8 de 4 litros capaz de erogar cerca de 100 CV (73,6 kW) de potencia a las 3800 rpm y una velocidad máxima de 120 km/h (75 mph). Se construirá hasta 1935, con una producción total de 1685 ejemplares.
En el Salón del Automóvil de París de 1931, llegarían los sustitutos del exitoso Lambda: el Lancia Artena y Lancia Astura, modelos que se fabricarían en paralelo con el menos convencional y más ostentoso Dikappa. Estos eran muy similares, diferenciándose principalmente por el tipo de motor y la distancia entre ejes. El Artena tenía un motor de cuatro cilindros de 2 litros y el Astures un V8 de 2.6 litros. Del Artena se llegaron a fabricar nueve series, para un total de 13 000 ejemplares.

### Producción en serie (1932-1949)

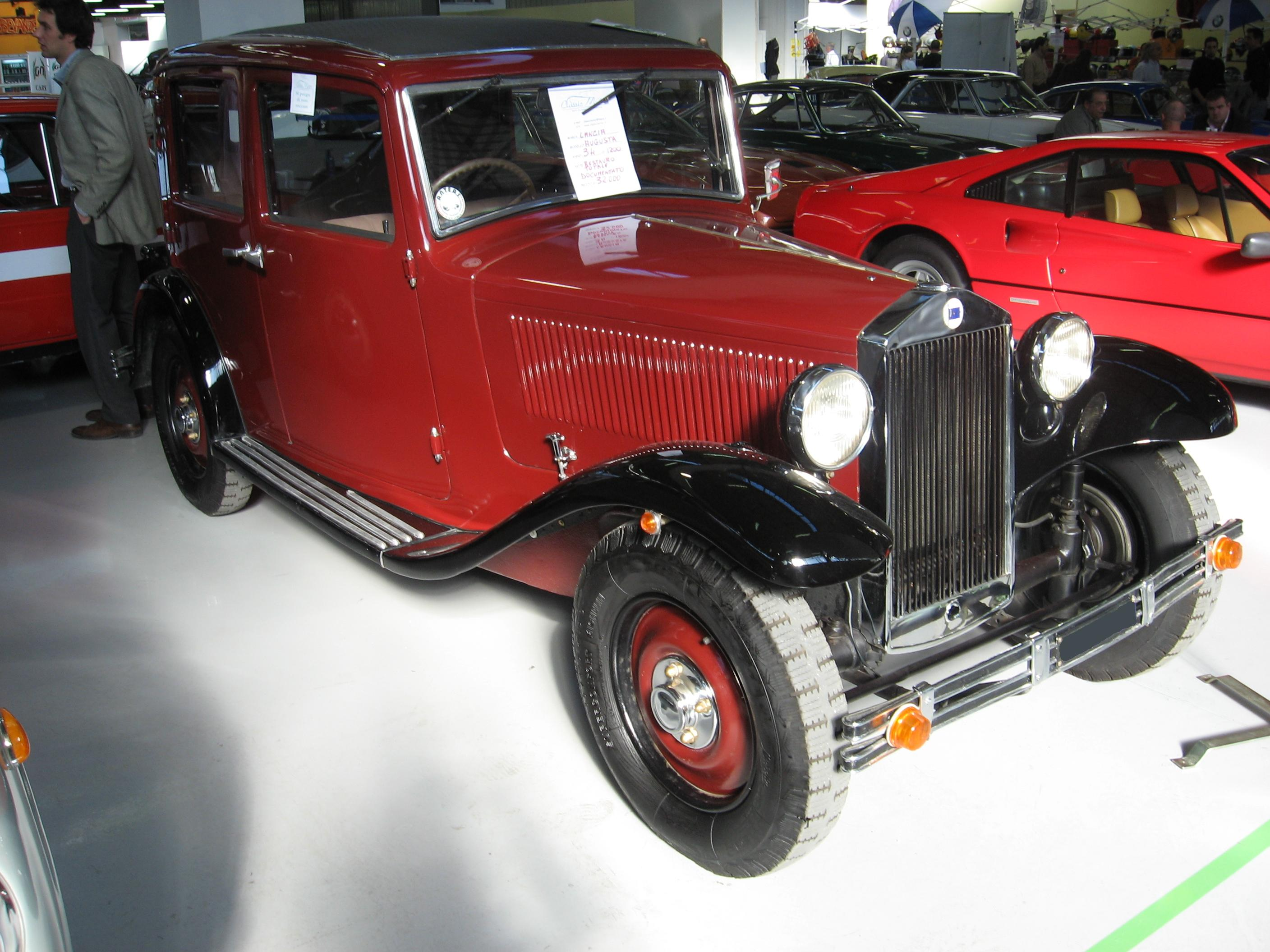
Lancia Augusta

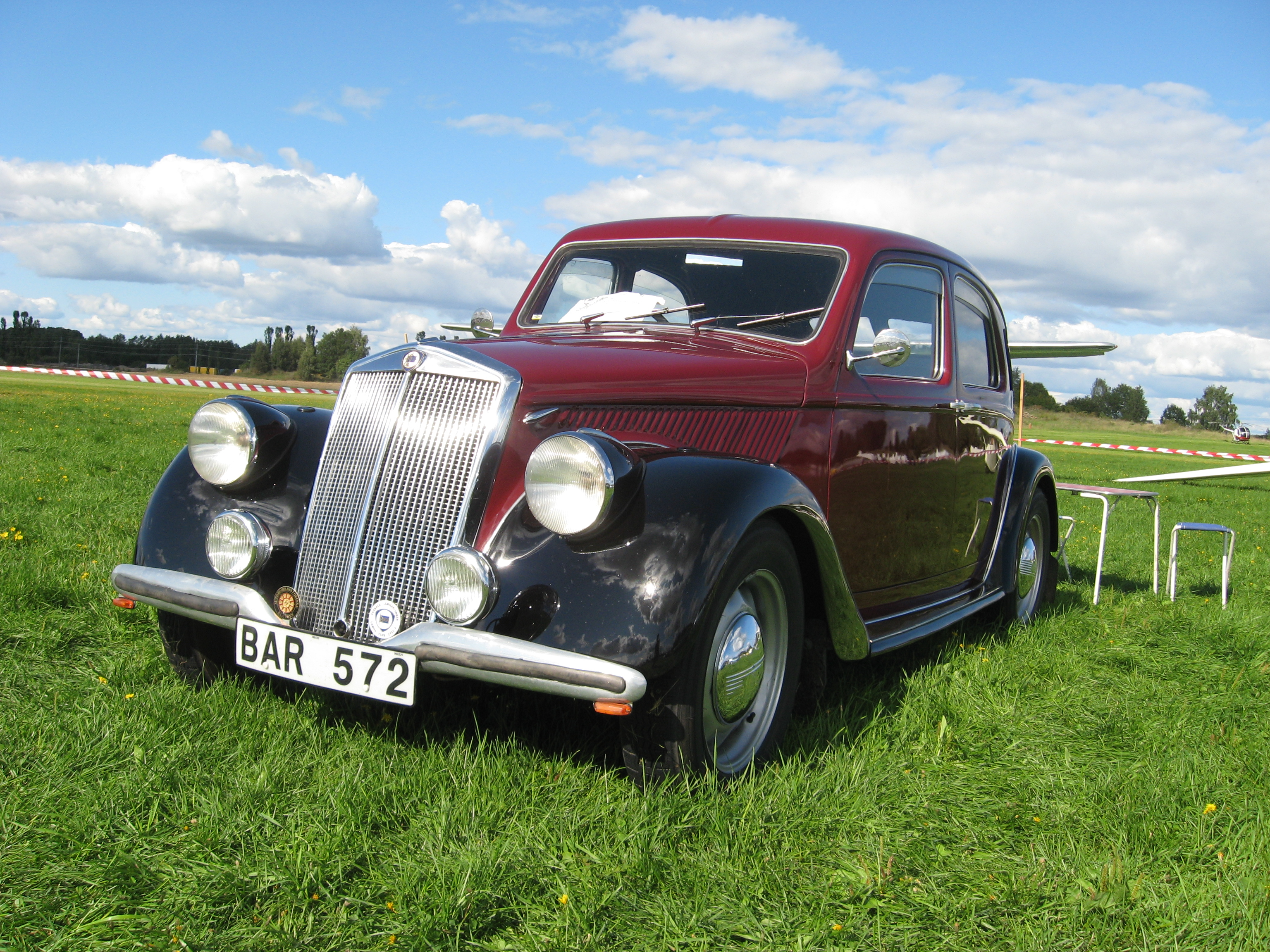
Aprilia de 1937

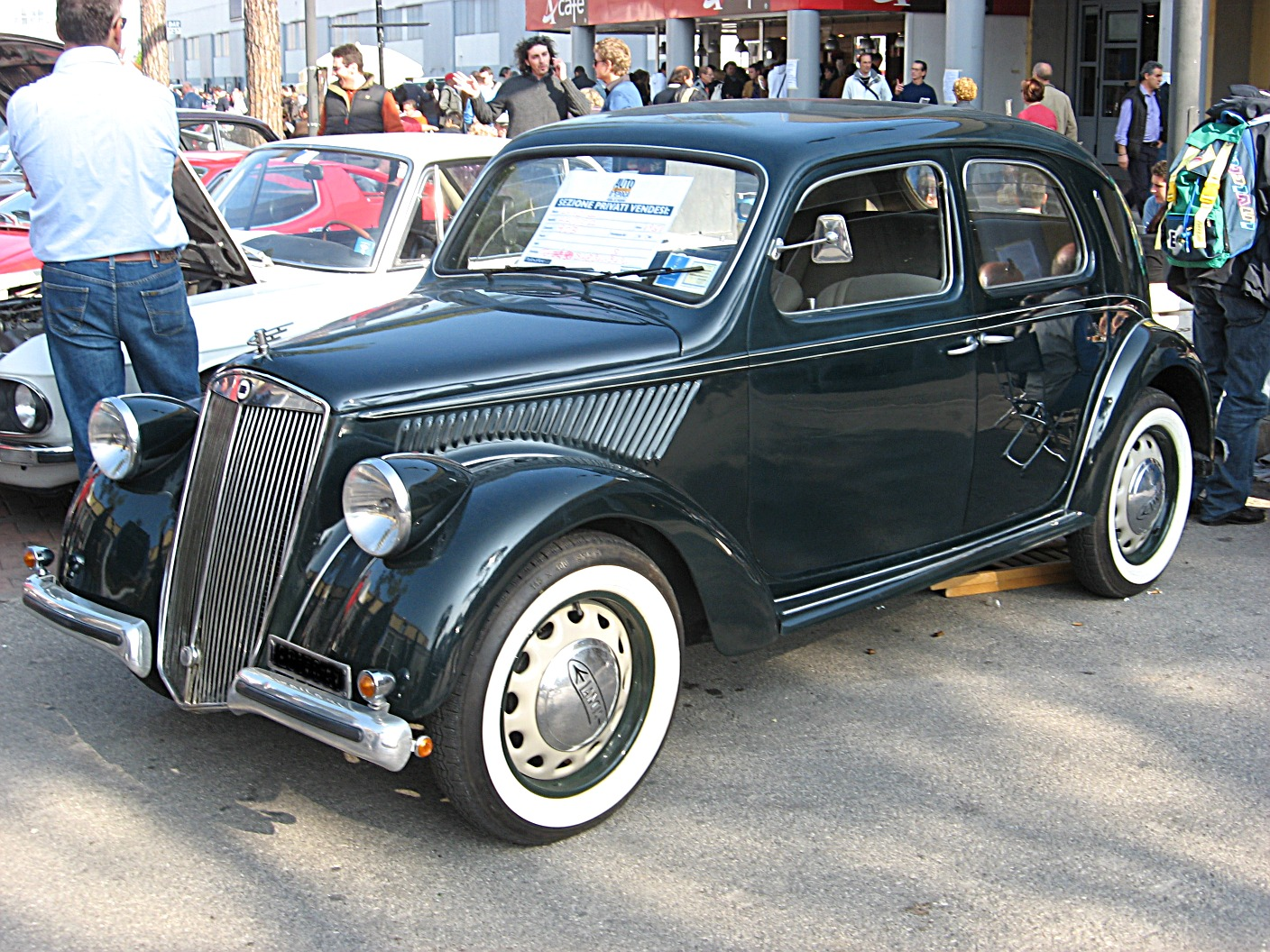
Lancia Ardea

Se presentaría en el Salón del Automóvil de Milán de 1933 un nuevo modelo llamado Augusta, que se distinguió por introducir novedosas características para la época como el motor en V estrecho, suspensión delantera con ruedas independientes, muelles helicoidales, frenos hidráulicos y sobre puertas de acceso al habitáculo sin pilares. Representó un récord de ventas histórico para el fabricante, llegando a 17 000 ejemplares en Italia y 3000 unidades en Francia, donde se comercializó con el nombre de Belna hasta 1936, fecha en que finalizaría la producción de este modelo.
A pesar de las ventas del Augusta, Vincenzo Lancia, quien todavía no olvidaba las glorias del Lambda, pensaba en una máquina más revolucionaria. Así, a finales de 1934, Vicente convoca al equipo de gestión conformado por los ingenieros Manlio Gracco (director general) y Baggi Giuseppe (director técnico) y los técnicos Alghisi, Falchetto, Sola y Verga y el probador Gismondi, para desarrollar un automóvil con un cuidado estudio aerodinámico (raro para la época), que fuese además ligera y capaz de desarrollar unas prestaciones superiores a la competencia con una potencia y consumos contenidos. Todos estos requisitos darían forma al futuro sedán Aprilia.
En 1937 se presenta el novedoso Aprilia, que introdujo un diseño aerodinámico con un coeficiente de penetración aerodinámica que era inusual para el período con 0.47, según las mediciones hechas posteriormente en 1970 en el túnel aerodinámico de Pininfarina; y la suspensión independiente para las cuatro ruedas. Los frenos de disco traseros no fueron unidos a las ruedas, sino que, por el contrario, al empalme entre el árbol y el diferencial, la transmisión y el diferencial fueron incorporados en un solo bloque. El Aprilia sería el último modelo que se fabricaría bajo la batuta de Vincenzo Lancia, quien murió el 15 de febrero de 1937, poco tiempo después de comenzada su producción. Hasta 1949, fecha en la que concluye la producción del Aprilia, se llegaron a fabricar 27 836 ejemplares.
En 1939 Lancia daría forma a una versión pequeña y económica de Aprilia, el Lancia Ardea, un pequeño sedán que tenía una transmisión de cinco velocidades con el quinto engranaje multiplicado, amortiguadores con sistema eléctrico de 12 voltios y de un choque de Houdaille. El Ardea se presentó con un motor V4 de 903 cm³ (0,9 litros), capaz de erogar 28 CV (20,6 kW) a las 4600 rpm. Gracias a su ligero peso de 750 kg (1653,5 libras) y su bajo consumo de 7 L/100 km (14,3 km/L; 33,6 mpgAm) a 75 km/h (47 mph), fue ampliamente utilizado en el transporte público como Taxi, para lo cual Lancia proporcionó un chasis ligeramente más largo tipo 450, que mejoraba la habitabilidad interior con respecto al sedán común tipo 250. Hasta el final de su comercialización en 1953, se llegaron a fabricar 31 961 ejemplares del Ardea, lo que lo convierte en uno de los modelos más longevos en la historia de Lancia.

### Producción en serie (1950-1969)

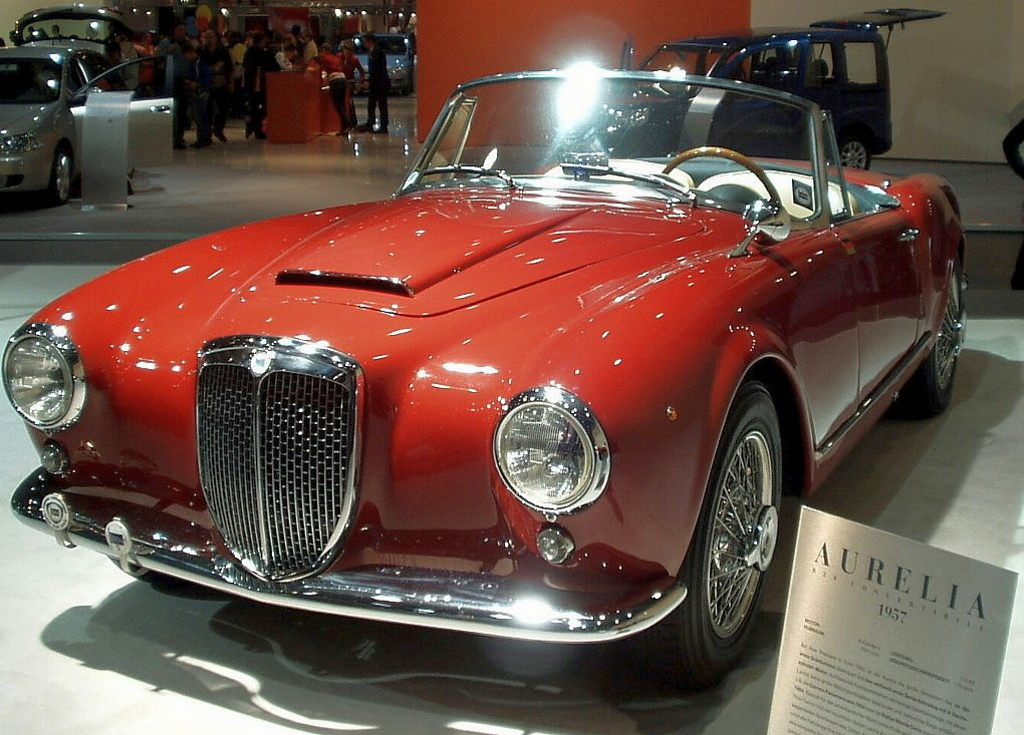
Aurelia Spider B20

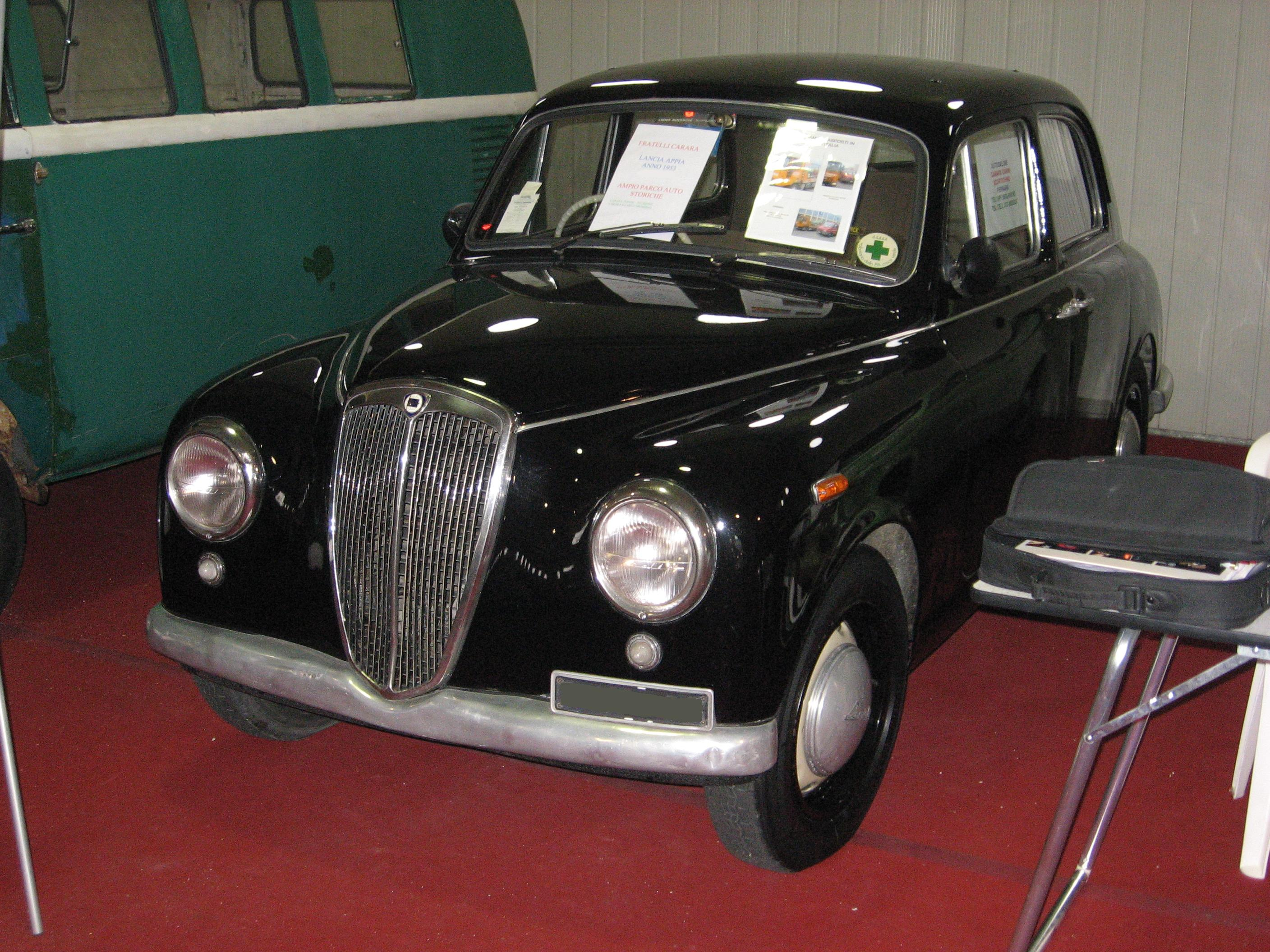
Appia de primera serie

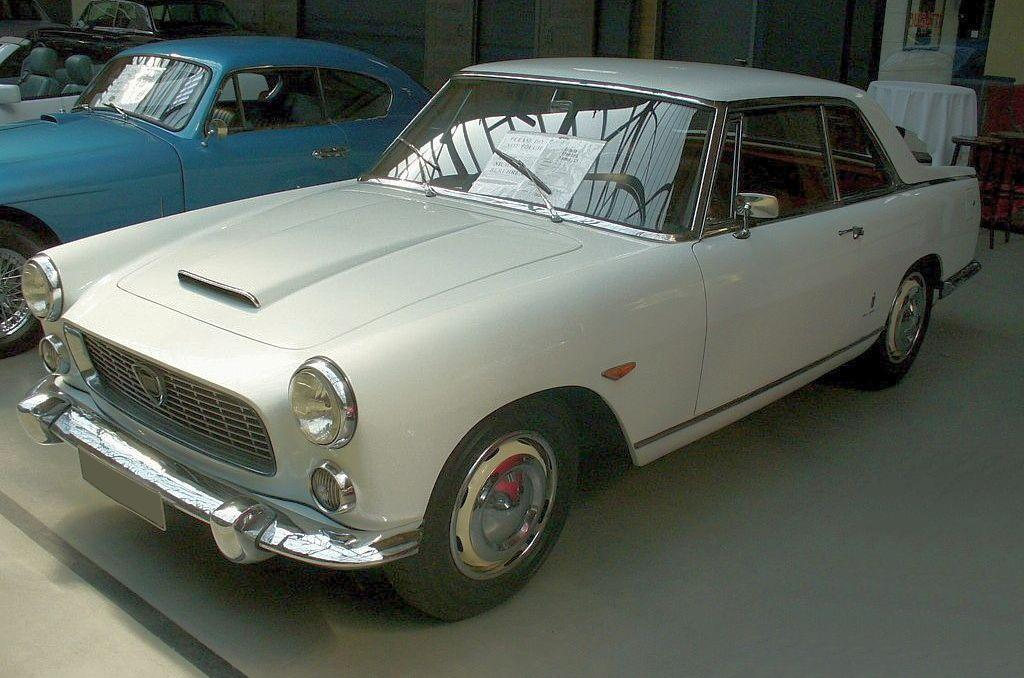
Flaminia Coupé

A finales de los años 1940, Gianni Lancia, hijo de Vincenzo, toma el control de la marca y pasa a ocuparse de los futuros proyectos de la empresa que lleva su nombre.
El 4 de mayo de 1950, se presenta en el Salón del Automóvil de Turín el Aurelia con un motor V6 a 50° de 1755 cm³ (1,8 L; 107,1 plg³), que desarrollaba una potencia máxima de 56 CV (41,2 kW) a las 4000 rpm. De este modelo derivaría una variante cupé en 1951: el Lancia Aurelia B20, que presentaba un elegante diseño de Pininfarina y la cilindrada aumentada de 2 a 2,5 L (122 a 152,6 pulgadas cúbicas) en 1953, con una velocidad máxima de 162 km/h (101 mph). En 1954 aparece la segunda serie del Aurelia, perdiendo el ápice de deportividad que caracterizaba a la primera serie en favor del confort, calidad de acabado y la seguridad. En 1955 aparece la última versión del Aurelia: el Spider B20 diseñado por Pininfarina, que se fabricaría hasta 1959.
En abril de 1953, Lancia presenta públicamente en el salón del automóvil de Turín el Appia, un modelo económico que se fabricaría en paralelo con el más ostentoso Aurelia y que vendría a sustituir al exitoso Ardea. Durante su producción, que duró hasta 1963, se comercializaron tres series con diferentes modificaciones tanto mecánicas como estéticas.
En 1957 aparece en escena la Lancia Flaminia como sustituto del Aurelia. Presentaba un V6 a 60° de 2500 cm³ (2,5 L; 152,6 plg³). Era un sedán de grandes dimensiones diseñado por Pininfarina, de producción limitada y elevado precio que limitó su éxito de ventas iniciales. Este modelo fue lanzado también versión cupé y descapotable. Su producción finalizó en 1970. En 1958, el Grupo Pasenti adquiere la totalidad de Lancia, después el bajo éxito comercial de los modelos Aurelia y Appia, que dejaron económicamente inestable a la empresa.

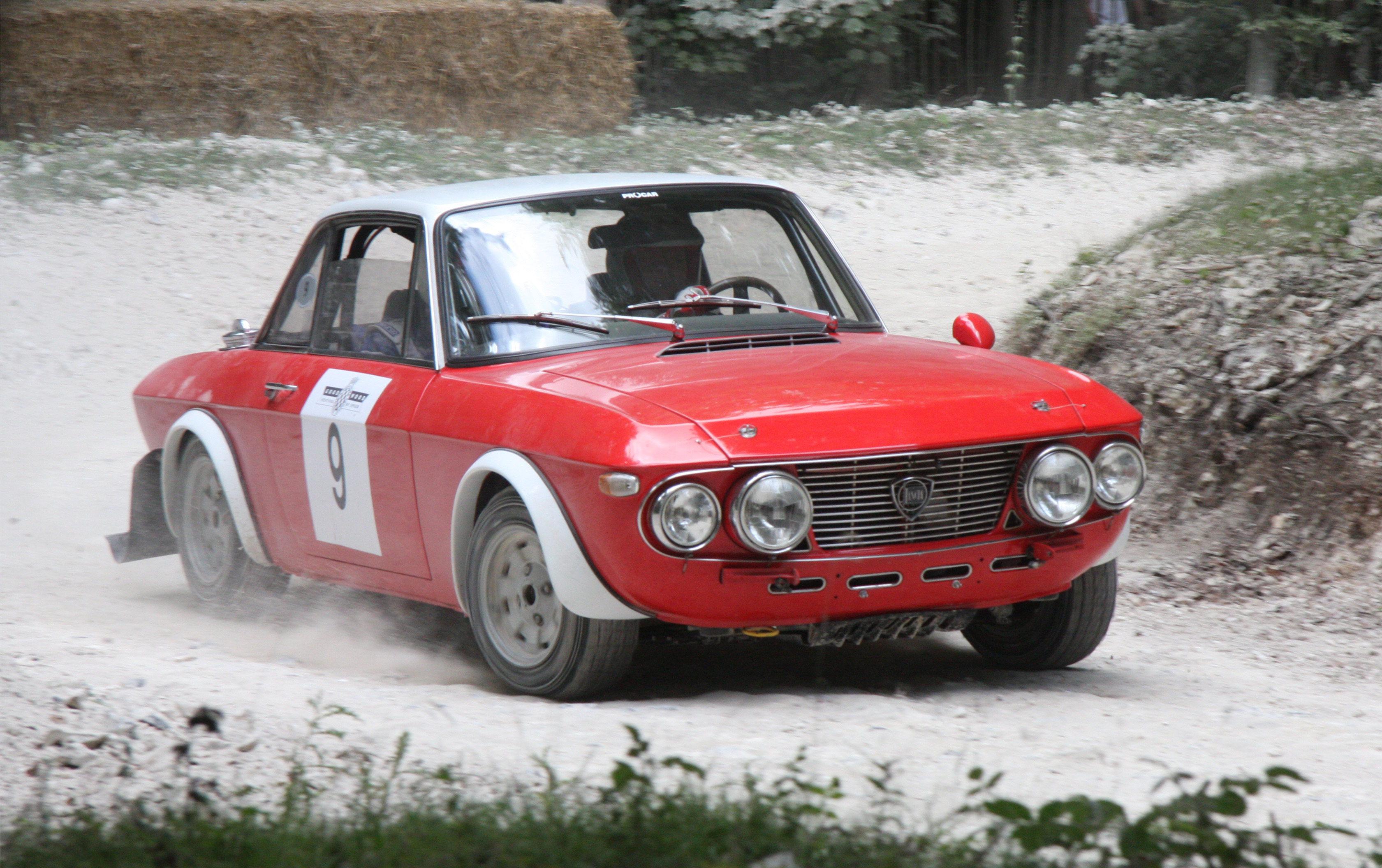
Lancia Fulvia 1.6 HF en un rally

En abril de 1963 Lancia lanza al mercado su último modelo como marca independiente: el Fulvia como sustituto del Appia en su gama baja, equipado con un motor pequeño V4 de 1300 cm³ (1,3 L; 79,3 plg³) y con una transmisión a las ruedas delanteras. Poco tiempo después Lancia fue absorbida por Fiat luego de que el gobierno italiano desechara la idea de que Ford se hiciera con el control de la compañía, por lo que este fue el último cupé deportivo diseñado y producido por Lancia de forma independiente. El Fulvia original fue el primer Lancia en ganar un campeonato de rally. La producción del Fulvia finalizó en 1973 con 200 000 ejemplares vendidos de la versión sedán y casi 170 000 de la versión cupé.

### Producción en serie (1970-1979)

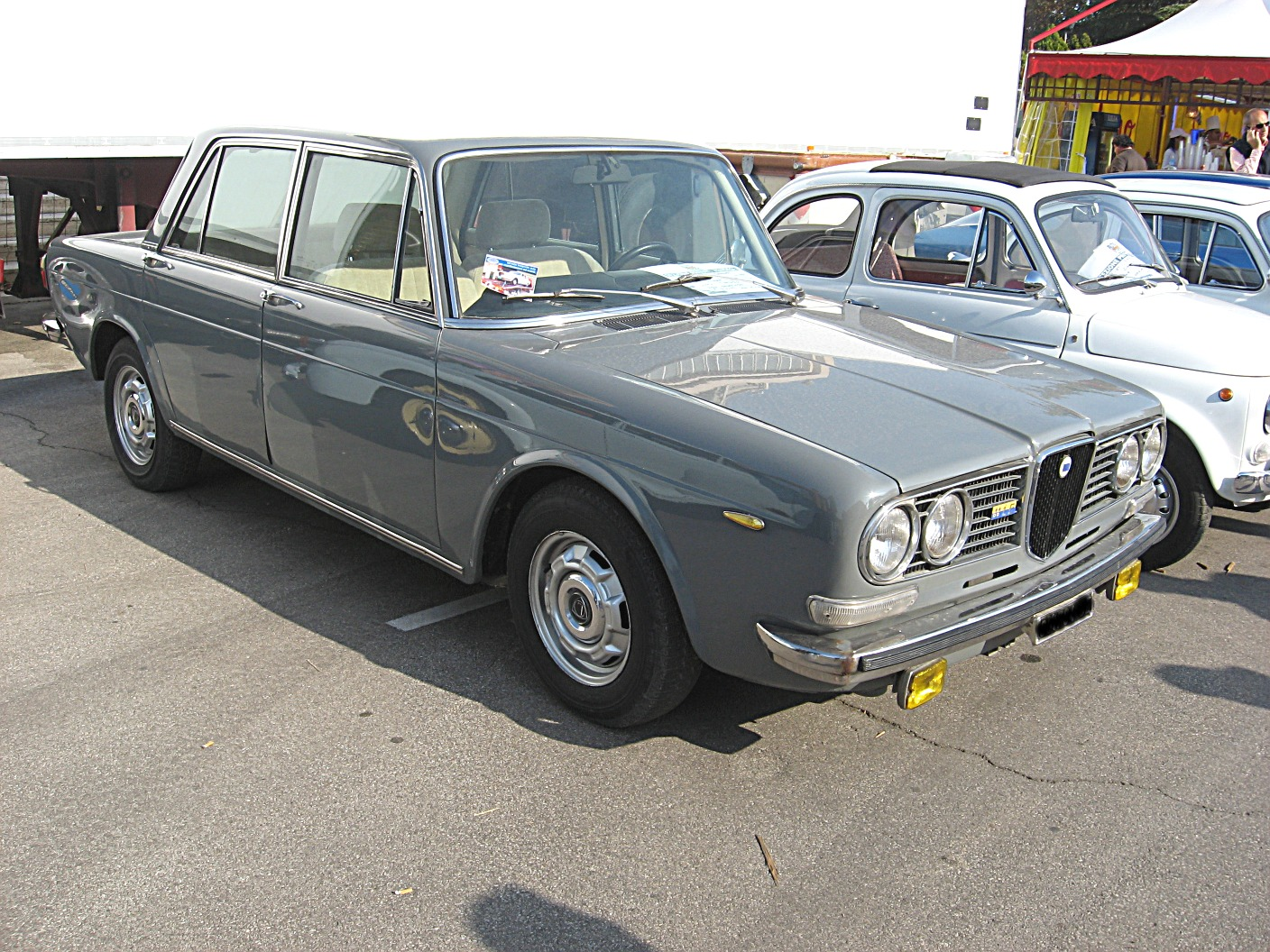
Lancia 2000

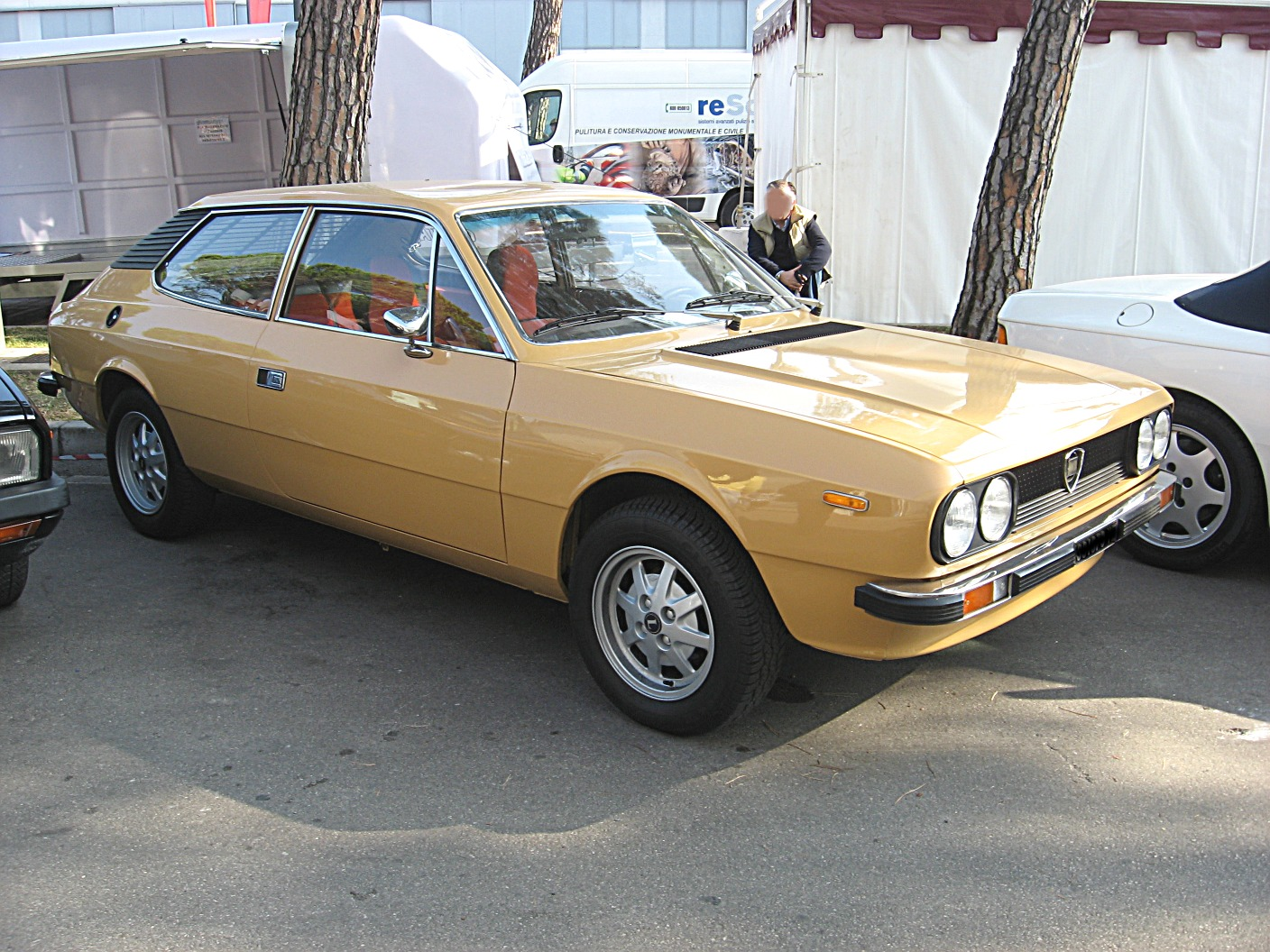
Lancia Beta Coupé

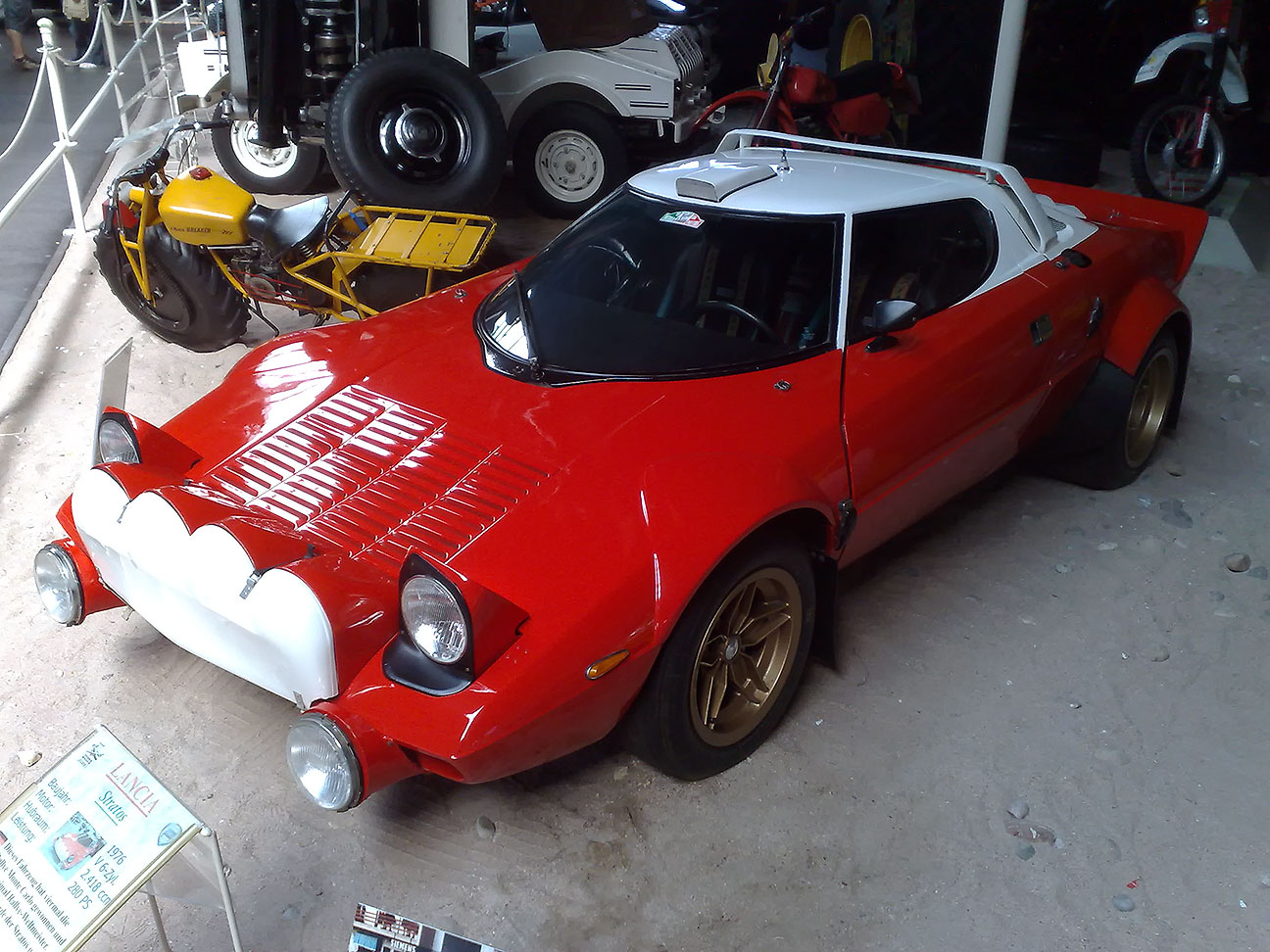
Lancia Stratos HF

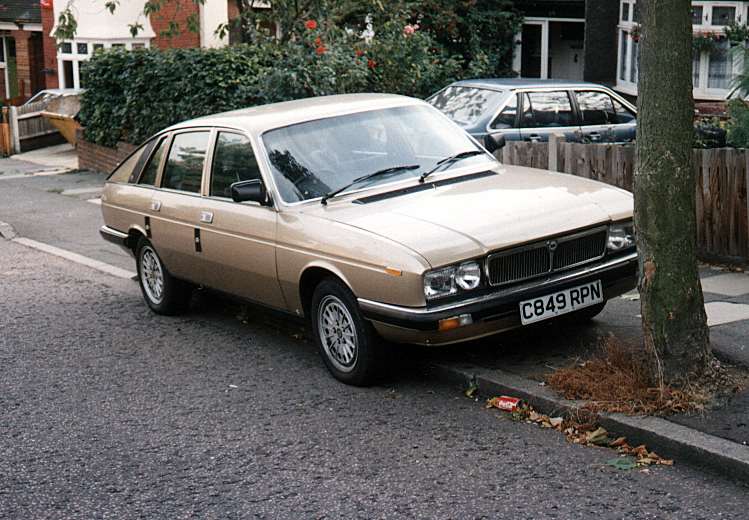
Lancia Gamma

En 1969, la familia Pasenti vende la totalidad de la marca Lancia al gigante industrial de Turín Fiat S.p.A., quien había adquirido también ese mismo año a Autobianchi y Ferrari. Los primeros modelos que nacieron bajo la batuta de Fiat seguían el esquema de clásico de gama: sedán, compacto, cupé y descapotable. Con la compra de Fiat la originalidad que destacaba en cada nuevo modelo Lancia desaparece, pero las sinergias industriales permitieron un mejor control de costos y un mayor éxito de ventas.
En 1971 nace el primer modelo de Lancia bajo la batuta de Fiat: el Lancia 2000, una evolución ligera del modelo precedente Flavia, conservando enteramente la parte mecánica con un motor bóxer de cuatro cilindros de 1991 cm³ (2 L; 121,5 plg³) que desarrollaba 115 CV (84,6 kW) y la parte central de la carrocería. El frontal y la parte posterior de la carrocería recibieron una ligera actualización. Sin embargo, al ser un modelo derivado del Flavia, compartía con este los altos costos de fabricación, por lo que la producción del modelo fue finalizada a finales de 1974, con un total de 14 319 ejemplares vendidos.
En 1972, paralelamente a la producción del Lancia 2000, el fabricante presentaría el Beta, un coche totalmente nuevo que no compartía componentes con ninguno de los modelos anteriores a la compra de Fiat y que venía a sustituir al Fulvia. Estaba equipado con un motor DOHC de cuatro cilindros en línea de origen Fiat. El diseño exterior obra de Gianpaolo Boano, era de tipo fastback, el cual suscitó sorpresa entre el público. En 1973 se presenta la versión cupé diseñada por Piero Castagnero. El sedán recibiría una ligera modernización en 1975 y 1979, mientras que el cupé haría lo propio en los años 1975 y 1981. El Beta se fabricaría hasta 1984, representado un gran éxito comercial para Lancia.
En 1973 aparece un nuevo modelo deportivo: el Lancia Stratos, del cual solamente se fabricaron 492 unidades. La carrocería fue diseñada por Bertone basándose en un prototipo del Salón del Automóvil de Turín de 1971. Destacaba por su forma de cuña, su corta longitud y su gran anchura, que le daban mayor tracción. El parabrisas delantero con forma de media luna proporcionaba una gran visibilidad delantera, aunque la trasera era nula e innecesaria en un rally. Llevaba un motor central-trasero V6 de 2418 cm³ (2,4 L; 147,6 plg³) con 190 CV (187 HP; 140 kW), que era el mismo que montaba el Ferrari Dino. Para la competición se subió a 280 CV (276 HP; 206 kW) e incluso a 480 CV (473 HP; 353 kW) con turbocompresor, el cual solamente se permitía en el Grupo 5. El Stratos triunfó en el mundo del rally en los años 1970 y 1980, el cual fue especialmente diseñado para esta competición. Ganó el Campeonato Mundial de Rally en 1974, 1975, 1976, a las manos de Sandro Munari.
En 1976 se presenta en el Salón del Automóvil de Ginebra el nuevo Gamma, un coche del segmento E comercializado hasta 1984. Tenía una carrocería cupé diseñada por Pininfarina, un motor de 2484 cm³ (2,5 L; 151,6 plg³) y una transmisión de cinco velocidades. La tracción delantera, unida a su interior de lujo, le otorgaba una capacidad rutera excepcional para la época, tratando de competir por un lado con los vehículos alemanes y por otro, con los modelos de otras marcas italianas más deportivas, como Maserati. Sin embargo, su precio elevado y una cierta mala fama en cuanto a fiabilidad, hicieron que tuviera unas ventas muy limitadas, siendo hoy en día un auténtico vehículo de colección. Se llegaron a fabricar 22 054 ejemplares al final de su producción.
En 1979 vería luz la primera generación del Delta diseñada por Giorgetto Giugiaro y basado originalmente en la plataforma del Fiat Ritmo, siendo sustituto del Fulvia. Es un coche compacto de cinco puertas, que sería durante mucho tiempo el modelo de acceso a la marca, hasta la llegada de Ypsilon en 1996. Recibirá numerosos cambios estéticos y mecánicos hasta el fin de su comercialización en 1993, cuando se presentaría la segunda generación de este modelo.

### Producción en serie (1980-1989)

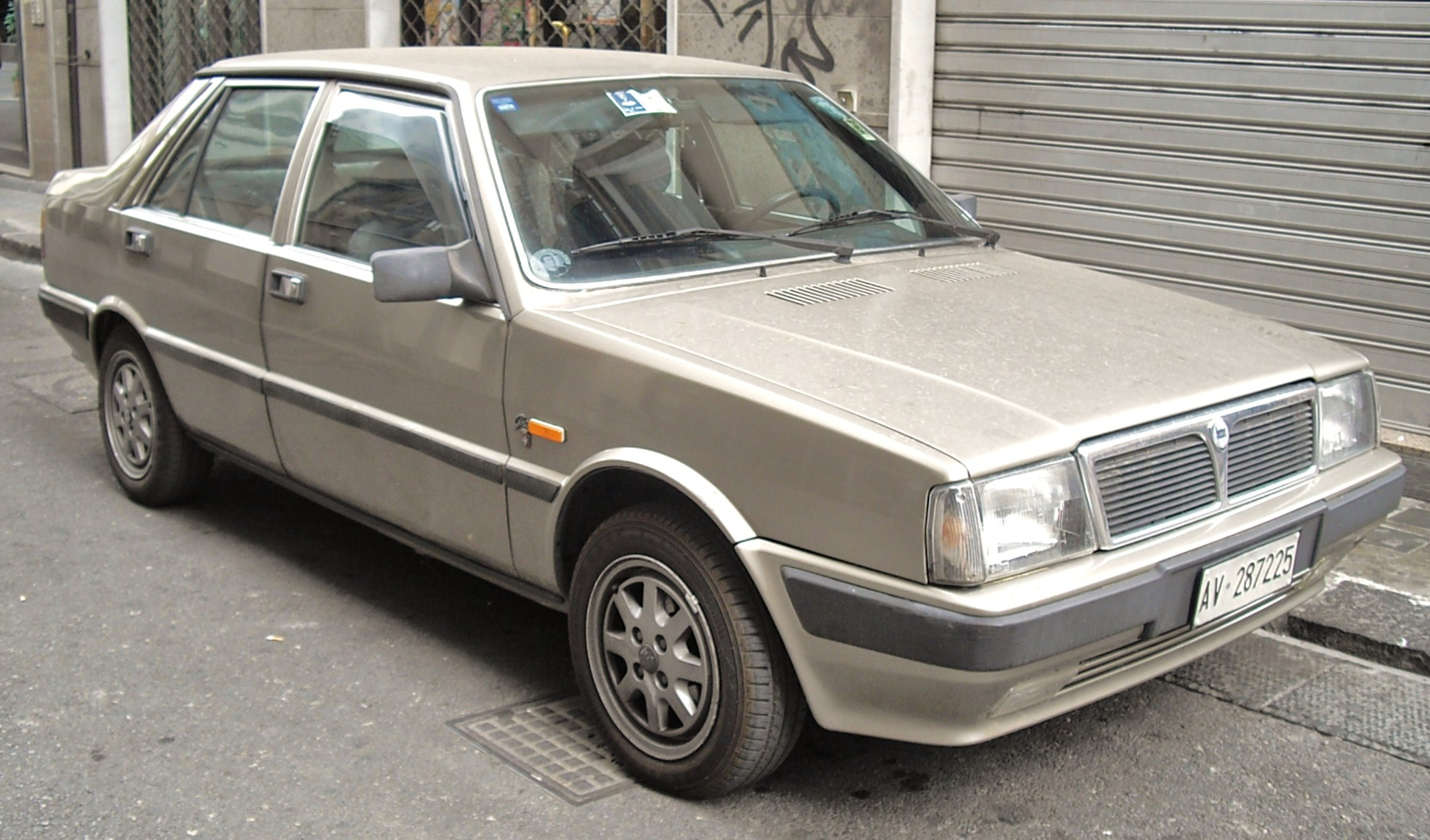
Lancia Prisma

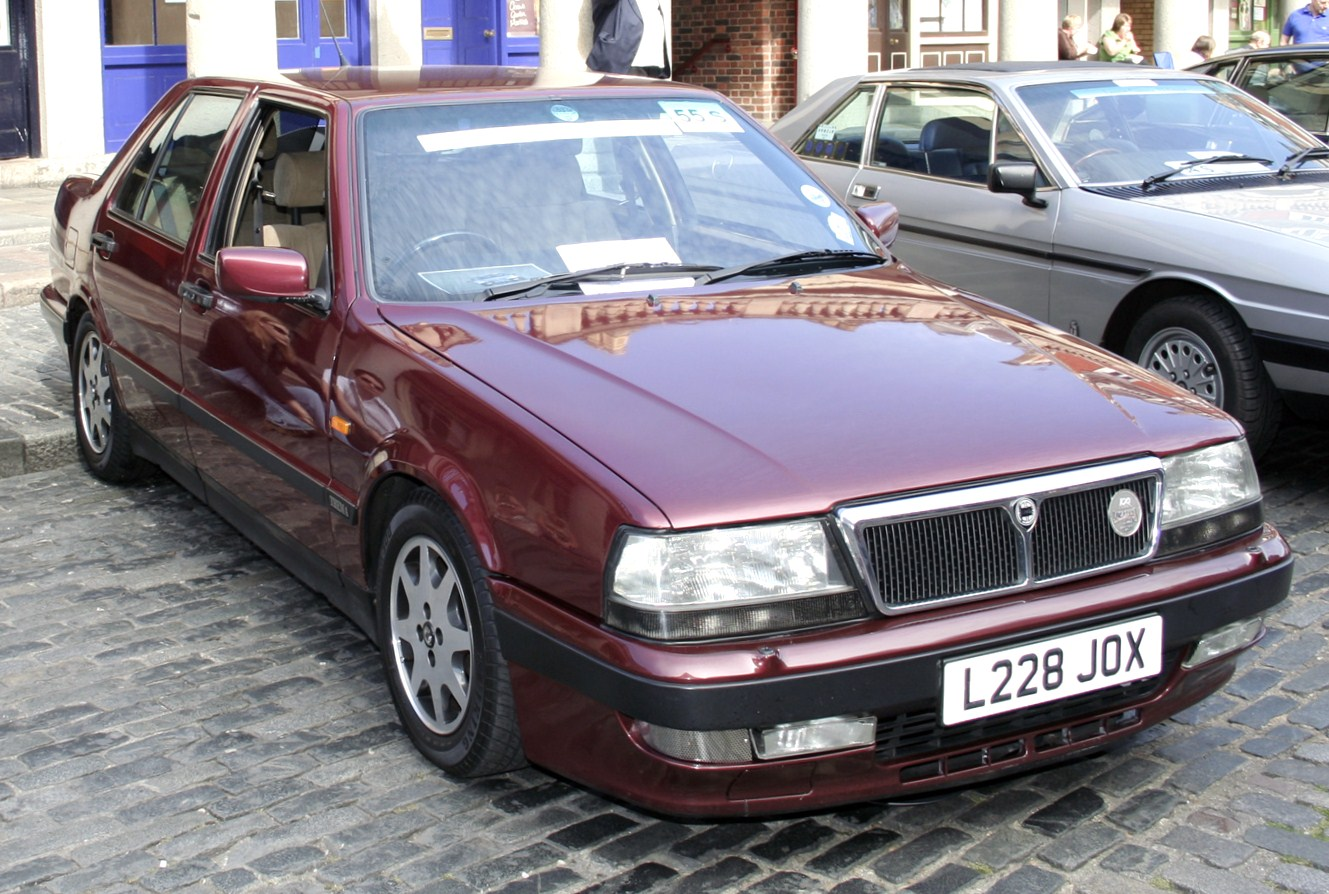
Lancia Thema

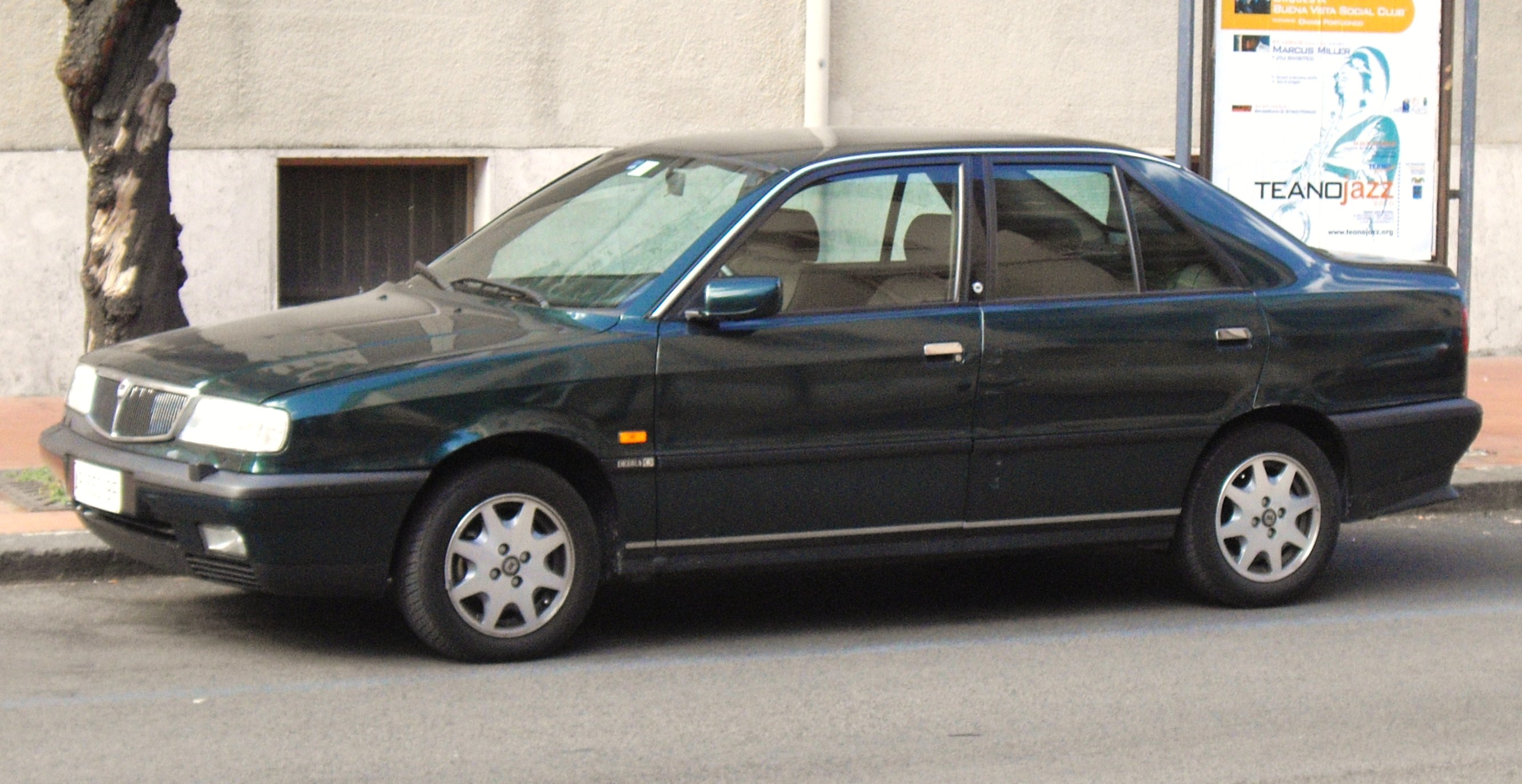
Lancia Dedra

En 1982 se presenta un nuevo modelo basado en la plataforma del Fiat Ritmo: el Prisma, un sedán ligero diseñado por Giorgetto Giugiaro que presenta una línea clásica y sobria. Se fabricaron dos series de 1982 a 1986, comercializándose un total de 386 697 ejemplares hasta 1989, fecha en que culmina la producción.
En 1985 se presenta el Lancia Thema, un sedán que se caracterizaba por su gran espacio interior. Compartía chasis con el Alfa Romeo 164, Fiat Croma y Saab 9000. Montaba un motor de cuatro cilindros de 2.0 L en modalidades naturalmente aspirado y turbo, caracterizado por su refinamiento y buen rendimiento que era de origen Fiat, diseñado por Aurelio Lampredi, ingeniero que había trabajado previamente en Ferrari y Alfa Romeo. Las primeras unidades montaron un motor V6 PRV de 2849 cm³ (2,8 L; 173,9 plg³) diseñado en cooperación con el Groupe PSA (Peugeot-Citroën), Renault y Volvo Cars. Este fue reemplazado en 1992 por un V6 Alfa Romeo de 2959 cm³ (3 L; 180,6 plg³). El Thema restableció la fama de la marca como fabricante de coches lujosos de calidad, que los problemas de corrosión del Lancia Beta habían dañado, galvanizando la estructura del chasis. A pesar de compartir muchos elementos con el Fiat Croma, la calidad de los ajustes y materiales eran superiores en el Lancia. Fue un relativo fracaso en cuanto a sus ventas, comercializándose 357 000 ejemplares hasta 1994, fecha en la que culmina su fabricación.
En 1989 aparece el Lancia Dedra, un sedán del segmento D producido sobre la base del Fiat Tipo desde 1989 hasta el 2000, como sustituto del Lancia Prisma. Sus modelos gemelos son el Fiat Tempra y el Alfa Romeo 155. El equipamiento era superior respecto a otros automóviles de su gama, debido a que la idea del diseño fue prestigio, la exclusividad y el confort. Entre este equipamiento se encontraba interiores de lujo con terminaciones de madera y Alcantara, pinturas especiales, rines de aleación y una atención especial al sistema de climatización y al aislamiento acústico del motor, además de asientos ajustables calefactables, dirección asistida y retrovisores eléctricos. El diseño de líneas rectas y sobrias estuvo a cargo de Ercole Spada del I.DE.A Institute. Se comercializaron 418 084 unidades hasta el año 2000.

### Producción en serie (1990-1999)

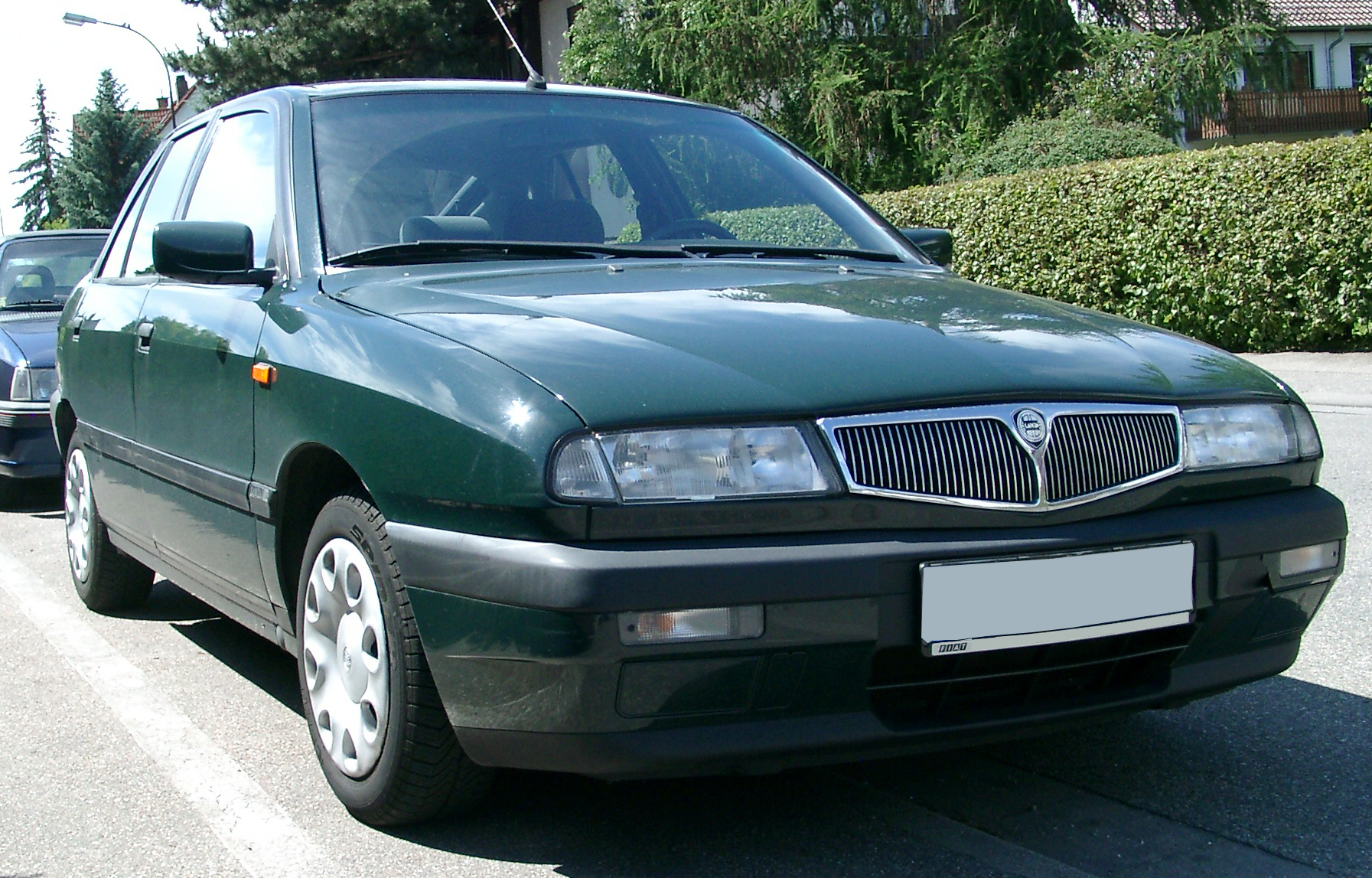
Delta de segunda generación

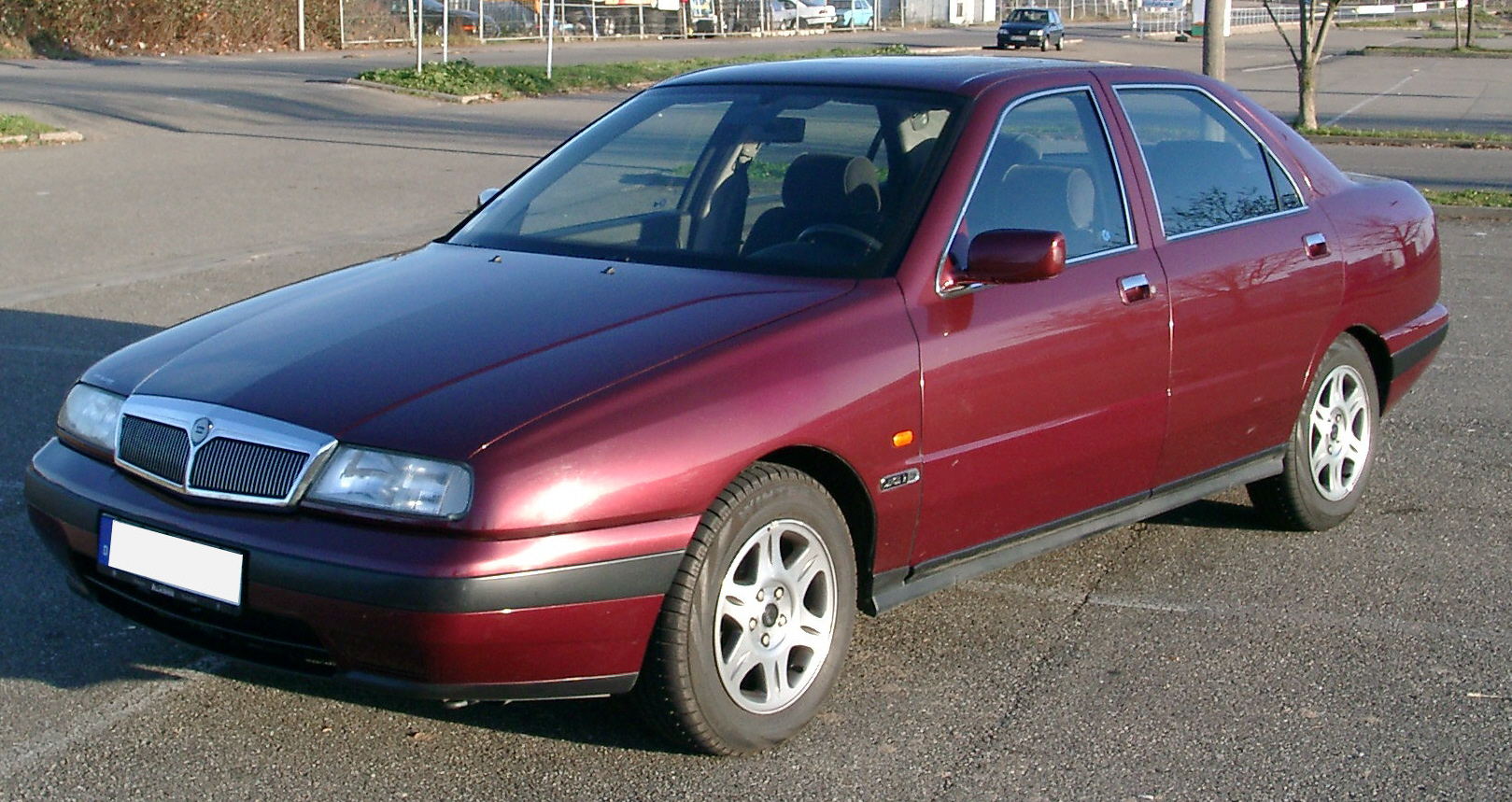
Lancia Kappa

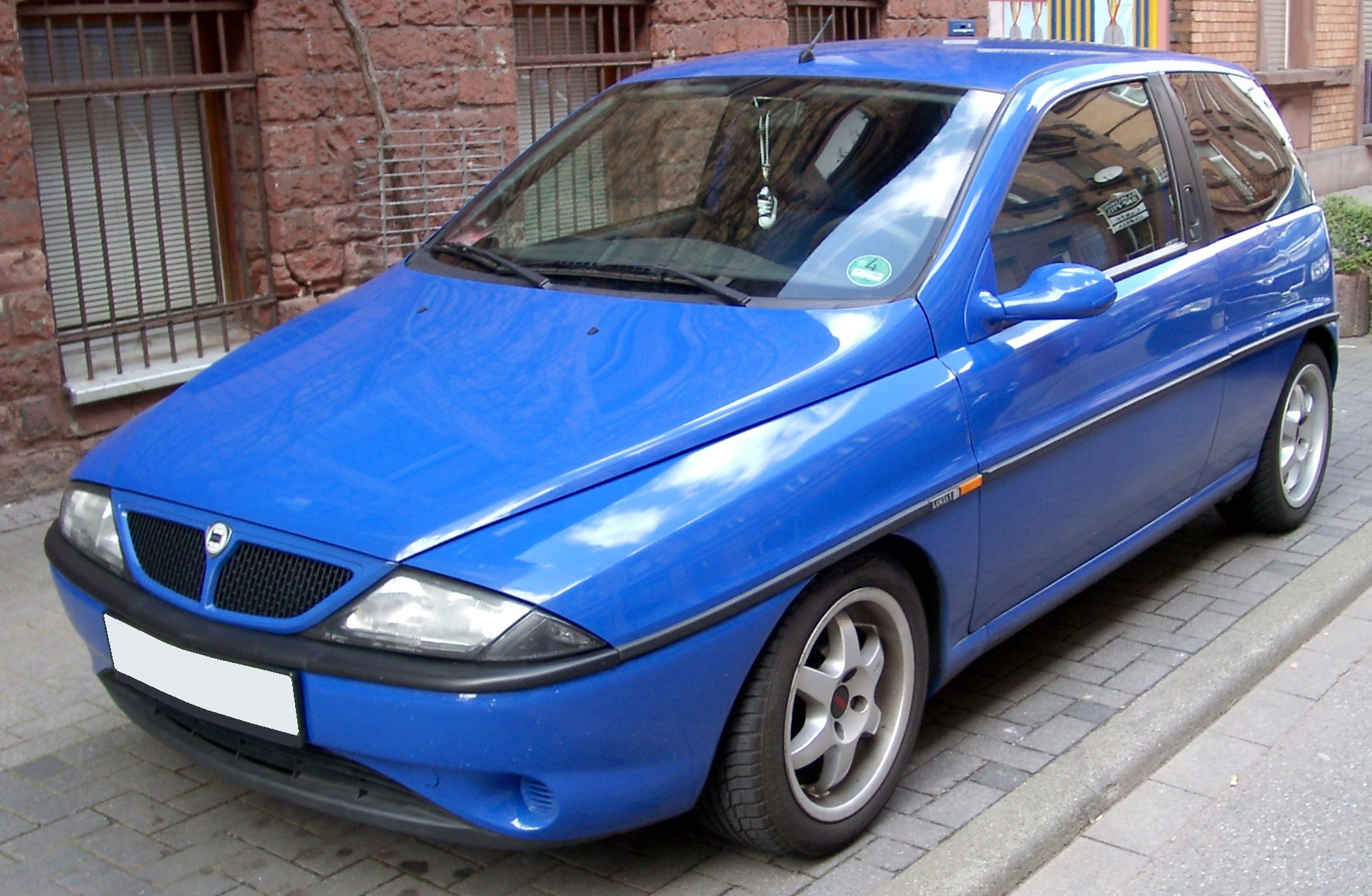
Lancia Y

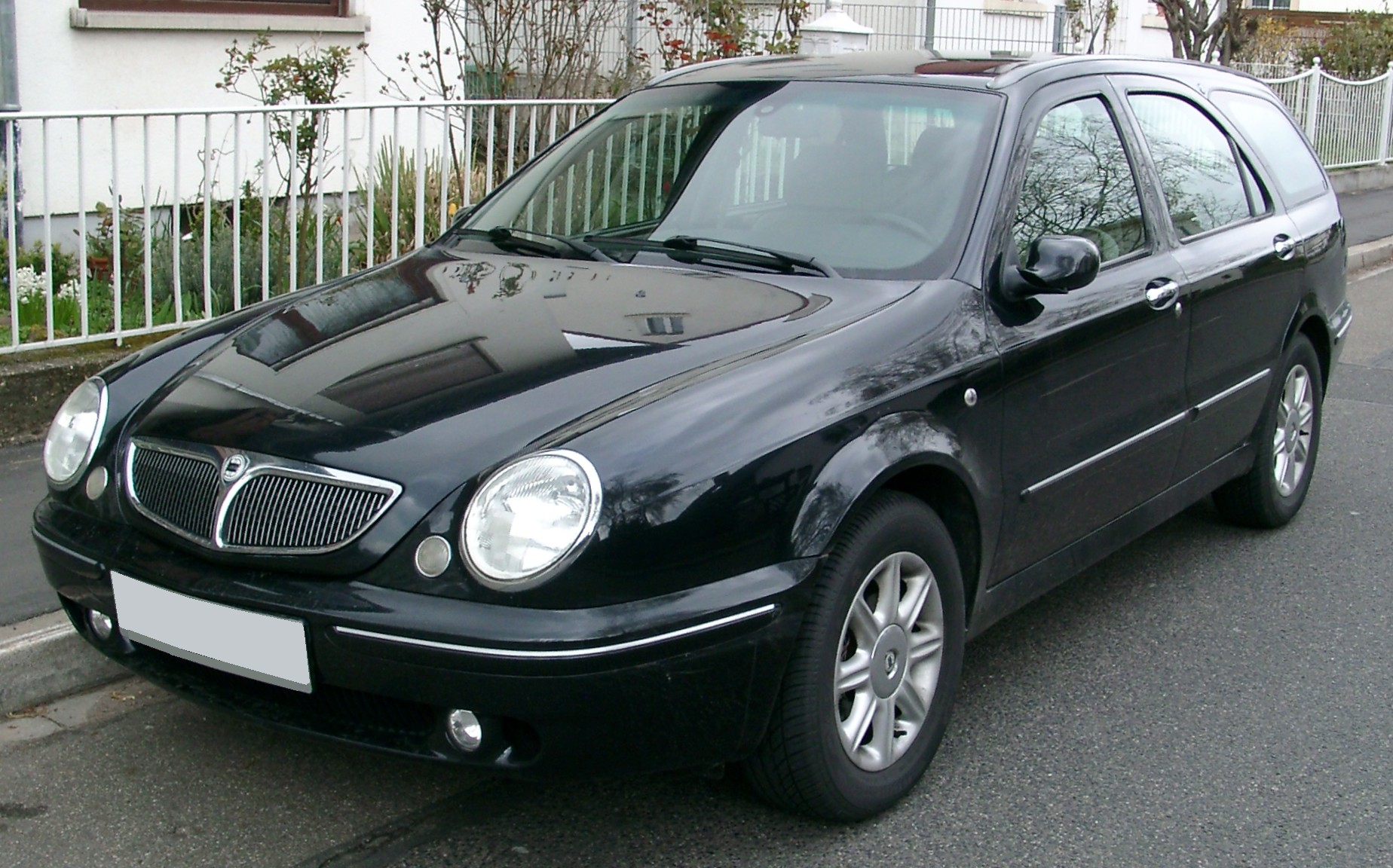
Lancia Lybra SW

Para 1993, se lanzaba la segunda generación del Lancia Delta, publicitada como el "Nuevo Delta" y basado en la plataforma del Fiat Tipo. Ofrecía hasta 193 CV (190 HP; 142 kW), pero no la famosa tracción integral de la primera generación. Se dejó de fabricar en 1999 debido a su bajo éxito de ventas, con un total de 138 980 ejemplares comercializados.
En 1994 aparece paralelamente a la producción del Delta, el Kappa, lanzado como sustituto del Lancia Thema y como el vehículo de mayor prestigio de la marca. El Kappa gozó de poco éxito en el mercado, con solamente 80 000 vehículos fabricados. Se ofrecía con cinco motores de gasolina: un cuatro cilindros en línea de 2.0 litros turbo, un cinco cilindros de 2.0 litros con o sin turbocompresor, un 2.4 litros de cinco cilindros y un V6 de 3.0 litros de cilindrada. El Diésel era un cinco cilindros en línea de 2.4 litros turbodiésel e inyección directa. El Kappa se dejó de fabricar en el año 2000.
En 1996 el Delta deja de ser el modelo de acceso a la marca, debido a lanzamiento del Ypsilon del segmento B, nuevo para Lancia. Sin embargo, no supuso una merma en las características de confort propias de la marca. Así, las versiones más equipadas tenían elementos como sistema antibloqueo de ruedas (ABS), bolsas de aire frontales y tapizado en Alcantara. Los motores eran todos de gasolina de cuatro cilindros en línea: un 1.1 litros de dos válvulas por cilindro con 55 CV (40,5 kW), un 1.2 litros también de dos válvulas por cilindro con 60 CV (44,1 kW) o cuatro válvulas por cilindro con 86 CV (63,3 kW), (luego con 80 CV (58,8 kW); y un 1.4 litros de tres válvulas por cilindro también con 80 CV (58,8 kW).
En 1999 se presenta el Lancia Lybra, un sedán de tamaño medio fabricado hasta 2006. Estaba basado en un chasis altamente modificado del Alfa Romeo 156, el cual reemplazó al Dedra en la gama de Lancia, con un perfil bajo en lugar de popular como el de su "hermano" de Alfa. Al igual que el Dedra, el Lybra estaba disponible con carrocerías tanto sedán como familiar, llamado "SW" por Lancia. El Lybra fue diseñado en el Centro Stile Fiat, al contrario que otros modelos anteriores de la marca que fueron encargados a estudios de diseño exteriores, como Gruppo Bertone y Pininfarina. El Lybra es de tracción delantera y motor transversal. Estaba disponible con una transmisión manual de cinco velocidades, mientras que la versión equipada con el motor 2.0 L, tenía como opción una transmisión automática de cuatro velocidades, llamada Comfortronic por Lancia.

### Producción en serie (2000-2009)

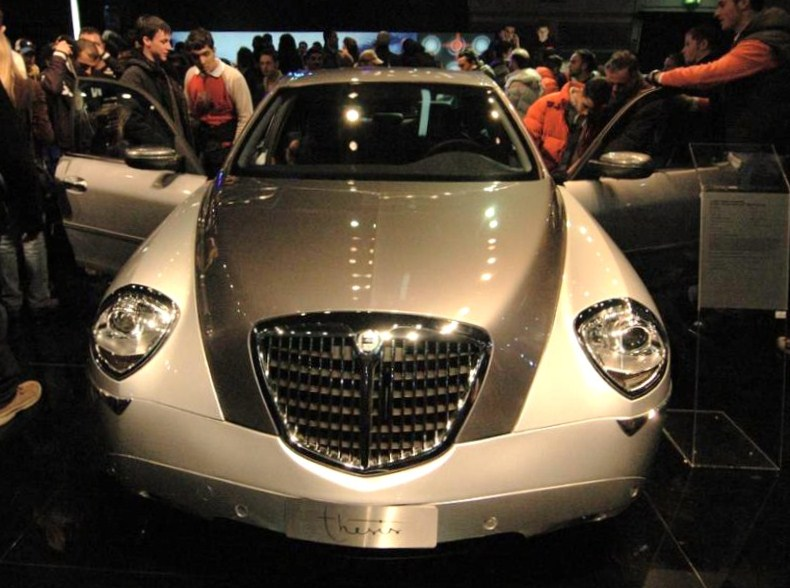
Thesis Centenario bicolore

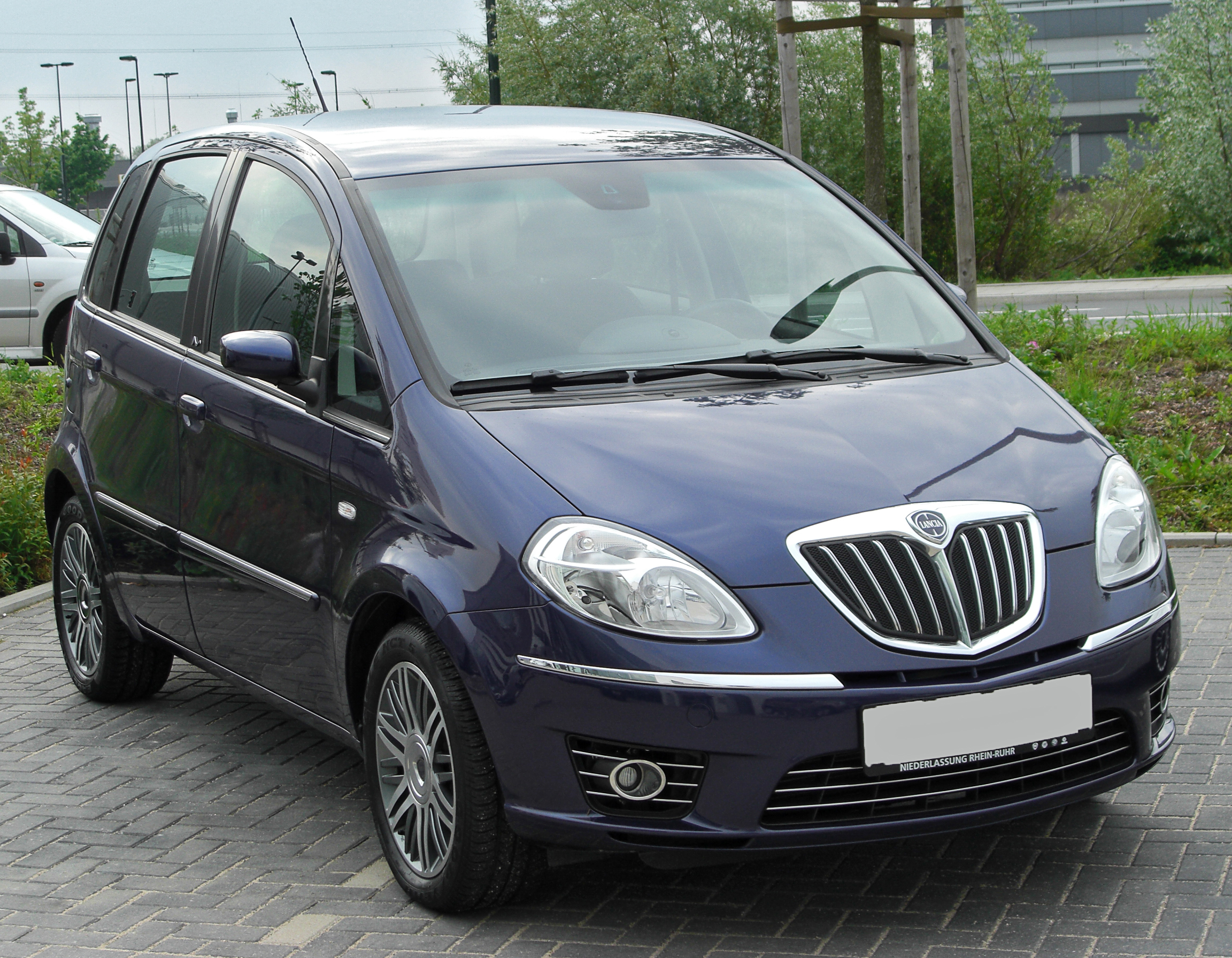
Rediseño del Lancia Musa

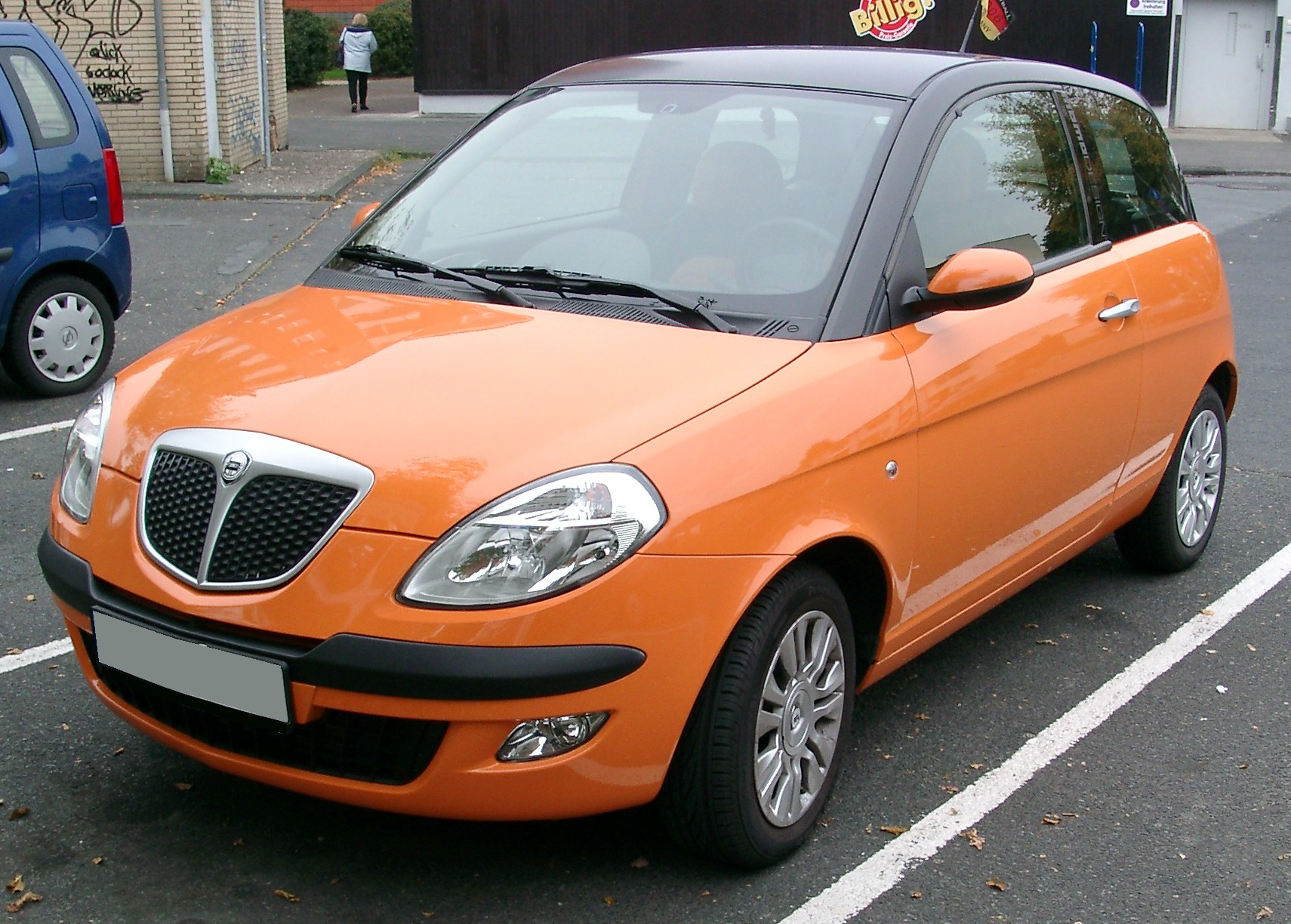
Lancia Ypsilon de 2003

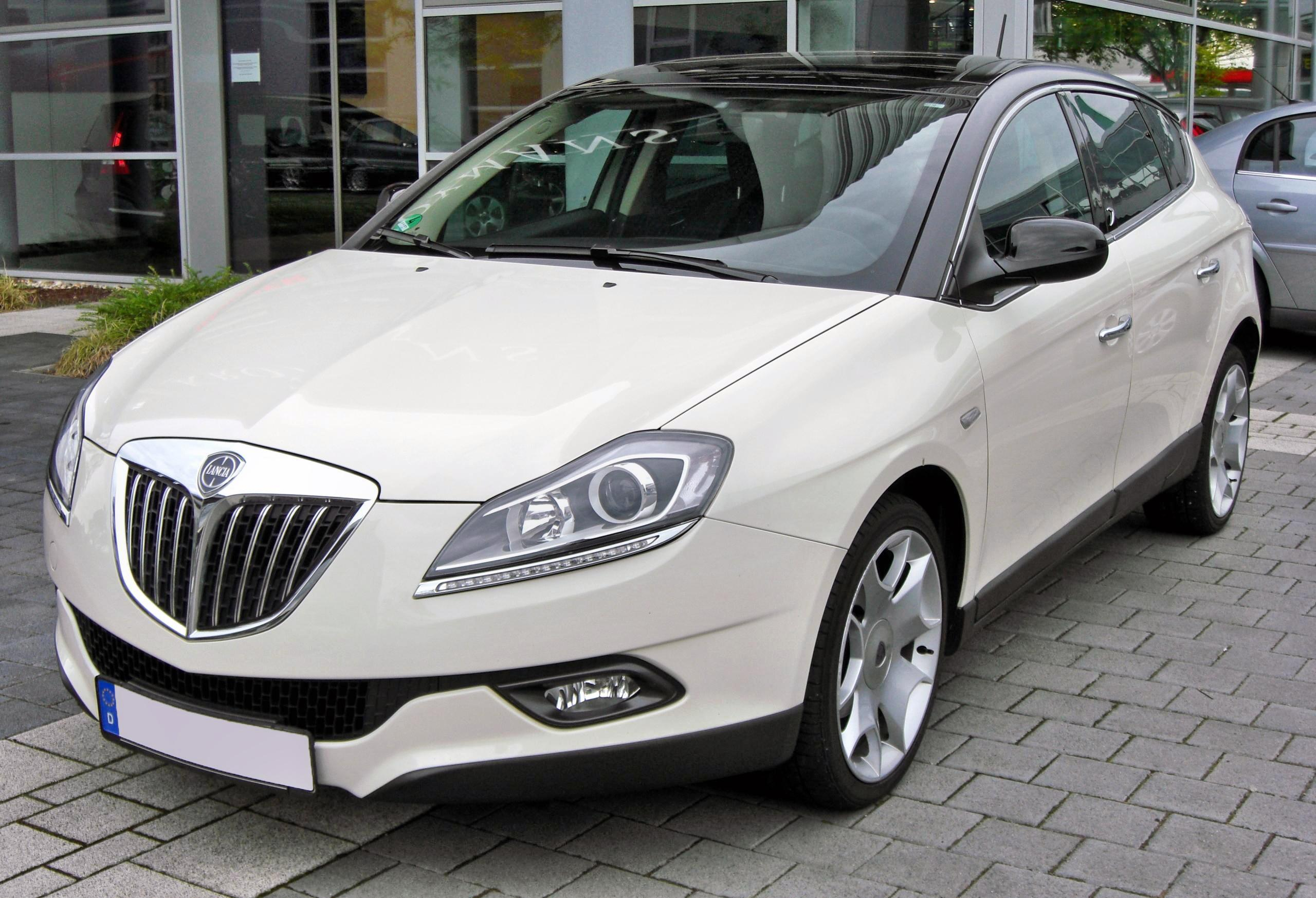
Lancia Delta III

En 2001 se lanza al mercado el sustituto del poco exitoso Kappa Lancia Thesis, un coche de grandes dimensiones pertenecientes al segmento E y fabricado hasta el año 2009. Es un sedán de cuatro puertas con tracción delantera, cuyas motorizaciones son tres de gasolina y un diésel. Los de gasolina son dos cinco cilindros en línea, un 2.4 litros de 170 CV (168 HP; 125 kW) de potencia máxima, un 2.0 litros turbo con 185 CV (182 HP; 136 kW) y un V6 con 230 CV (227 HP; 169 kW). El diésel es un cinco cilindros en línea de 2.4 litros turbo y tecnología common-rail, en variantes de 150 CV (148 HP; 110 kW), 175 CV (173 HP; 129 kW) y 185 CV (182 HP; 136 kW) de potencia máxima.
En 2003 se presenta el Lancia Fulvia concepto, un cupé con líneas elegantes, carrocería de aluminio y un motor con 16 válvulas de 1.8 litros. Ese auto buscaba llenar el vacío en los aficionados de Lancia a los autos deportivos, además era una interpretación moderna del Lancia Fulvia cupé de 1963.
En el Salón del Automóvil de Ginebra de 2004, se presenta al público su nuevo modelo Lancia Musa, un monovolumen de dimensiones contenidas basado en el Fiat Idea y un diseño similar al visto en la segunda generación del Ypsilon, obra del Centro Stile Lancia. Hacia finales de 2008, existían 20 variantes posibles entre los tipos de motorizaciones y transmisión. En 2007 el Musa sufriría un pequeño rediseño, que se darían a conocer en el Salón del Automóvil de Fráncfort de ese año.
El sustituto del Lancia Y se puso a la venta en 2003 con el nombre de Lancia Ypsilon, construida sobre la plataforma del Fiat Punto II. Con respecto a su predecesor, apenas hubo cambios en el tamaño exterior, alejándose de los turismos tradicionales de la categoría, como el Opel Corsa e intentando rivalizar con modelos de alta gama, tales como MINI o Mercedes-Benz Clase A. Los motores de gasolina son un 1.2 litros con 60 CV (59 HP; 44 kW) y un 1.4 litros de 77 a 95 CV (76 a 94 HP) (57 a 70 kW), los tres de inyección indirecta y dos válvulas por cilindro, salvo el 1.4 litros de 95 CV (94 HP; 70 kW), ya que tiene cuatro. El diésel es un 1.3 litros de 70 CV (51,5 kW), 90 CV (66,2 kW) o 105 CV (77,2 kW), que incorpora cuatro válvulas por cilindro, inyección directa common-rail, intercooler y turbocompresor de geometría variable, salvo el de 70 CV (51,5 kW), que lo tiene de geometría fija. El Ypsilon formaba parte de la gama de Lancia en ese entonces.
En el Salón del Automóvil de París de 2008 se presentaría la tercera generación del Lancia Delta, fabricado en la planta de Fiat Cassino en la región de Lacio. El diseño exterior es obra de Frank Stephenson. El Delta utiliza una variante más larga de la plataforma del Fiat Bravo (2007) y se convierte en el hatchback del segmento C más largo del mercado, superando al Dodge Caliber, Subaru Impreza y Mazda 3. Ha obtenido 5 estrellas en las pruebas EuroNCAP. Equipa de serie en todas las versiones Blue&Me, luces diurnas led, dirección eléctrica Dualdrive, diferencial electrónico y, opcionalmente, pintura bicolor, equipo de sonido BOSE, tapicería en cuero Poltrona Frau, techo panorámico GranLuce, suspensión activa y faros xenón adaptativos.

### Producción en serie (2010-2016)

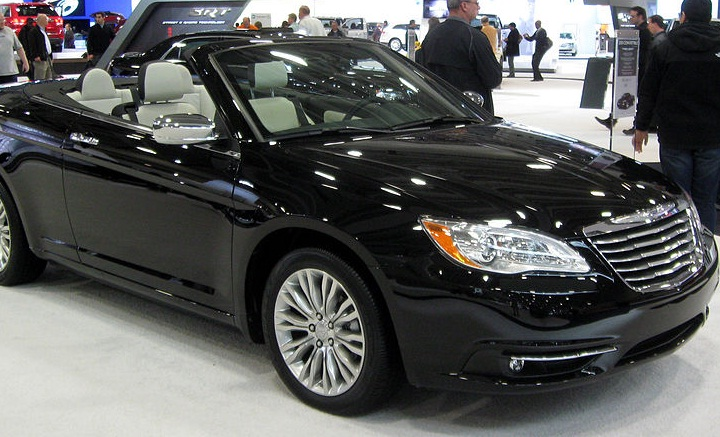
Lancia Flavia de segunda generación

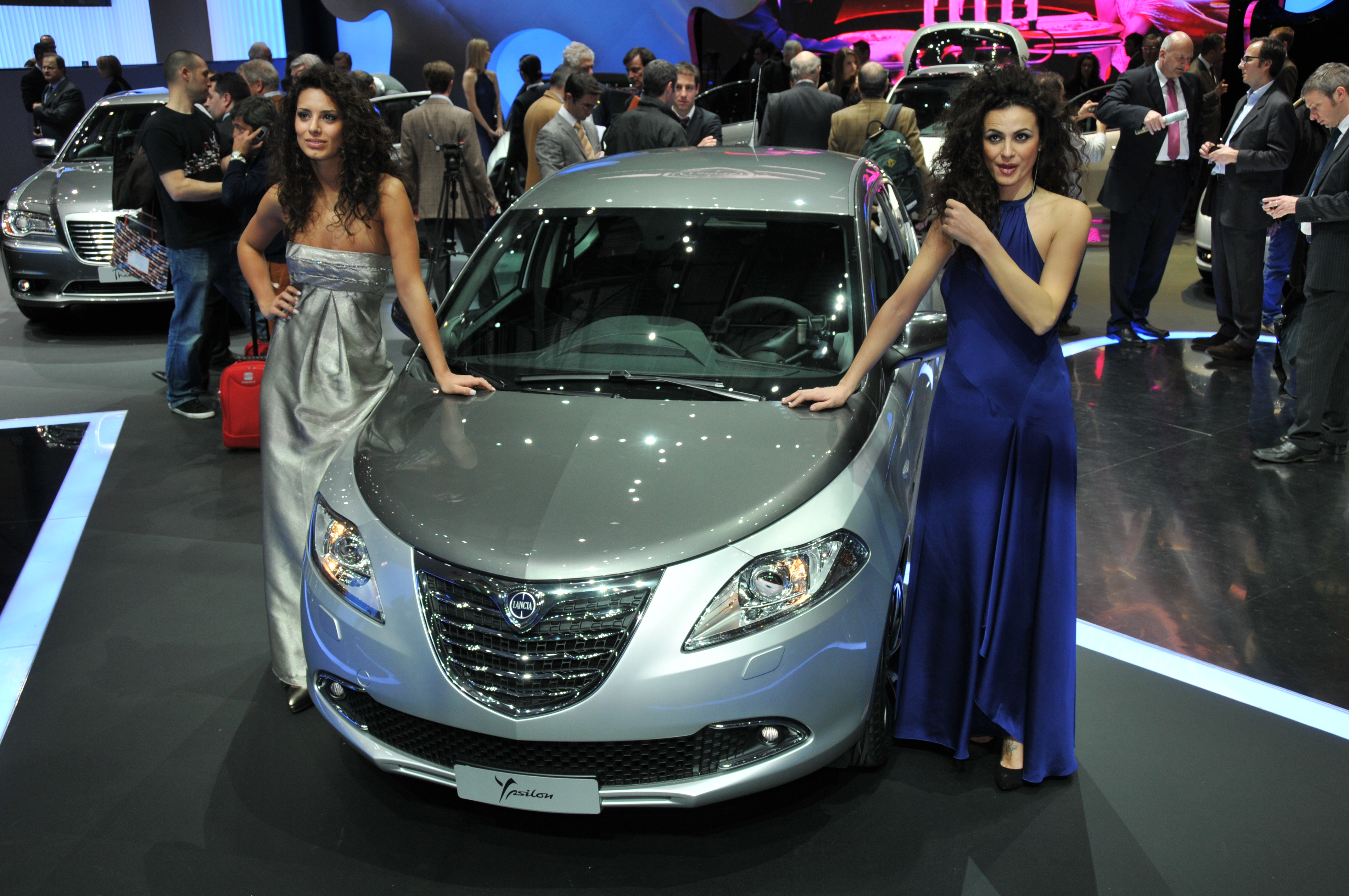
Ypsilon de segunda generación en Ginebra

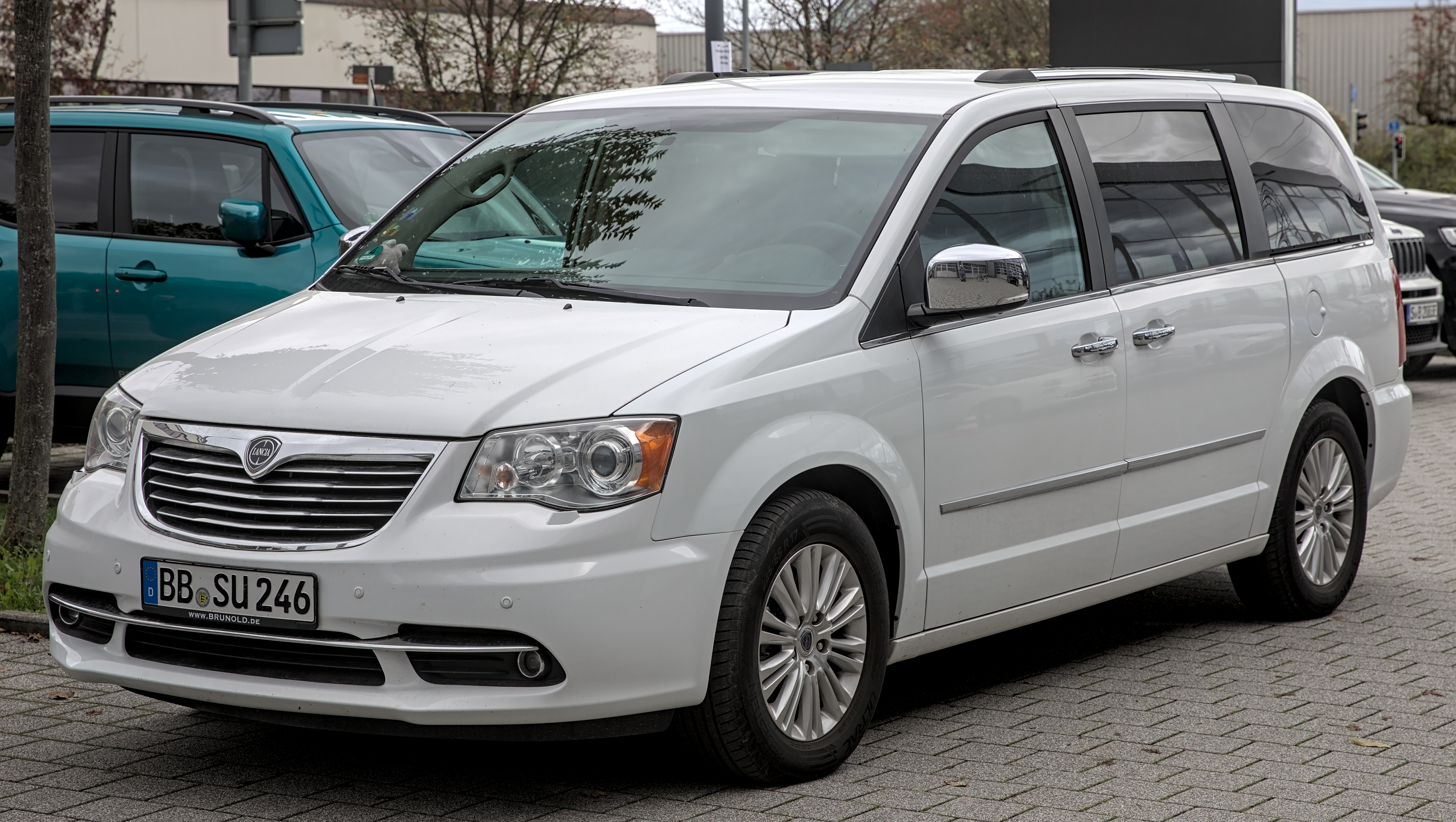
Lancia Voyager

Desde 2009 con la alianza entre Fiat Group y Chrysler Group LLC y la posterior toma de control de la primera sobre la segunda, se pretende aprovechar las sinergias entre ambos grupos. Se toma la decisión de que las marcas del grupo orientadas al segmento de lujo, Chrysler y Lancia, compartan la misma gama de modelos manteniendo la marca Chrysler para América del Norte y Reino Unido, mientras que la marca Lancia se mantendría para el mercado de Europa continental. Esta alianza entre ambas marcas se materializa en el Salón del Automóvil de Ginebra de 2011, donde son presentados nuevos modelos de Lancia, entre otros, algunos derivados de los últimos proyectos de la firma estadounidense.
El nuevo Lancia Thema de 2011 es el primer modelo producto de la sinergia con la firma Chysler. Deriva del modelo Chrysler 300C de segunda generación, aunque adecuadamente modificado a nivel de equipamiento y suspensiones para satisfacer los gustos de la clientela europea. También presenta cambios estéticos con respecto al modelo estadounidense, como un rediseño de la defensa delantera y la sustitución del aluminio cromado por uno de estilo cepillado. Se comercializaría con tres motores, unos de gasolina de origen Chrysler y dos motores diésel de origen Fiat.
Lancia resucita el nombre de Flavia en 2011 para denominar a un nuevo descapotable del segmento D que sustituye en parte al Lybra que se dejó de fabricar en 2006. El nuevo Flavia de 2011 deriva del Chrysler 200, aunque con notables cambios interiores y de equipamiento, así como pequeños detalles estéticos.
Lancia También presenta en 2011 la segunda generación del Ypsilon, con notables cambios estéticos tanto exteriores como interiores, con un aspecto más dinámico y deportivo. Incorpora por primera vez una carrocería de 5 puertas, aunque mantiene un tamaño contenido 3 cm (1,2 pulgadas) mayor con respecto a la anterior generación. Al contrario que el Ypsilon, el Delta solamente sufre un ligero rediseño estético en el 2011, actualizando su parrilla delantera y añadiendo nuevas opciones de equipamiento.
En el Salón del Automóvil de Ginebra de 2011 también es presentado el sustituto del monovolumen Phedra denominado Lancia Voyager. Al contrario que su predecesor, el Voyager no se basa la plataforma del Groupe PSA, sino que toma como base al Chrysler Town & Country al que realiza modificaciones estéticas y mecánicas añadiendos dos nuevas motorizaciones de origen Fiat y uno de gasolina de origen Chrysler.

## Un siglo de innovaciones

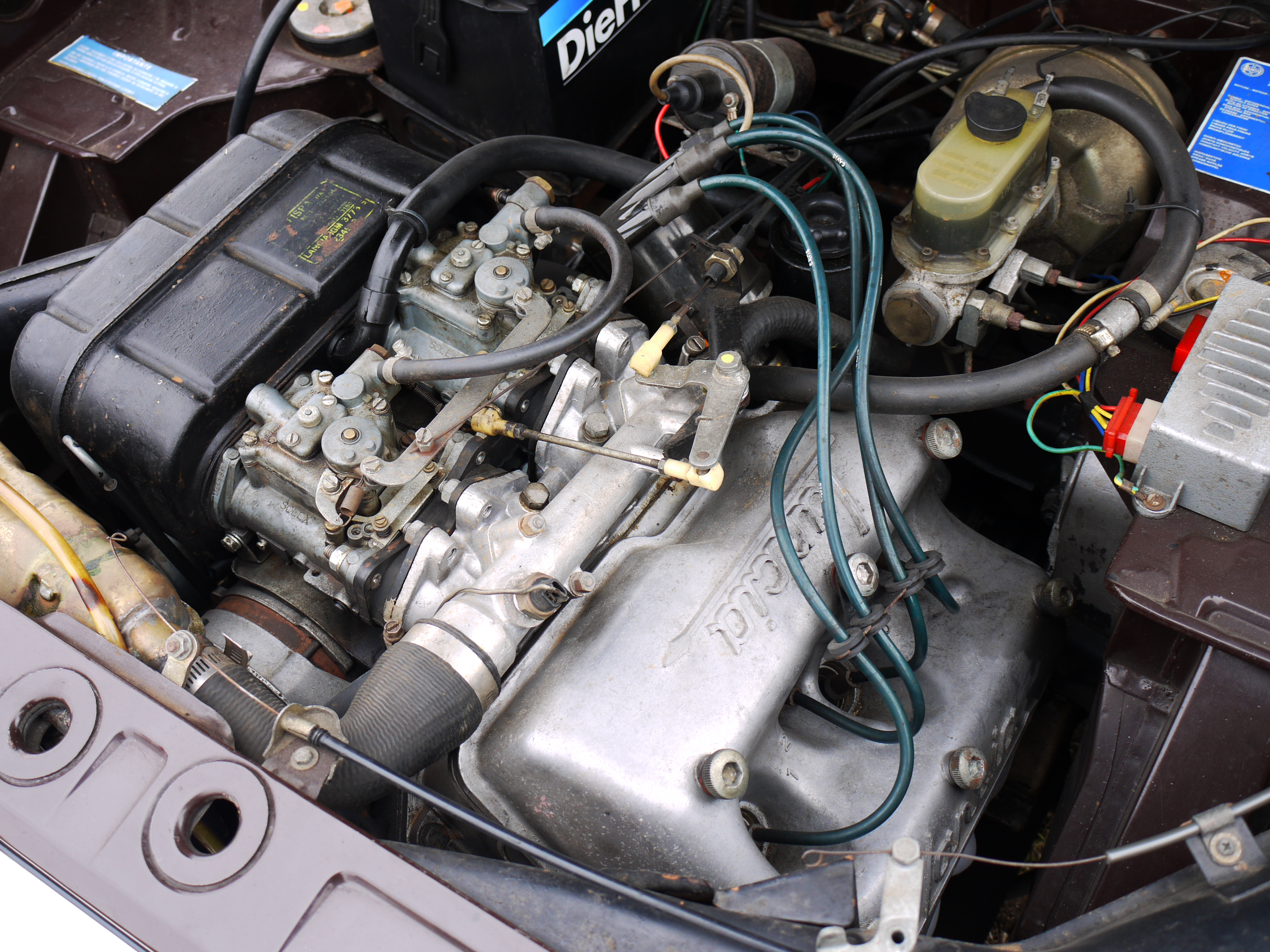
Motor V4 del Lancia Fulvia

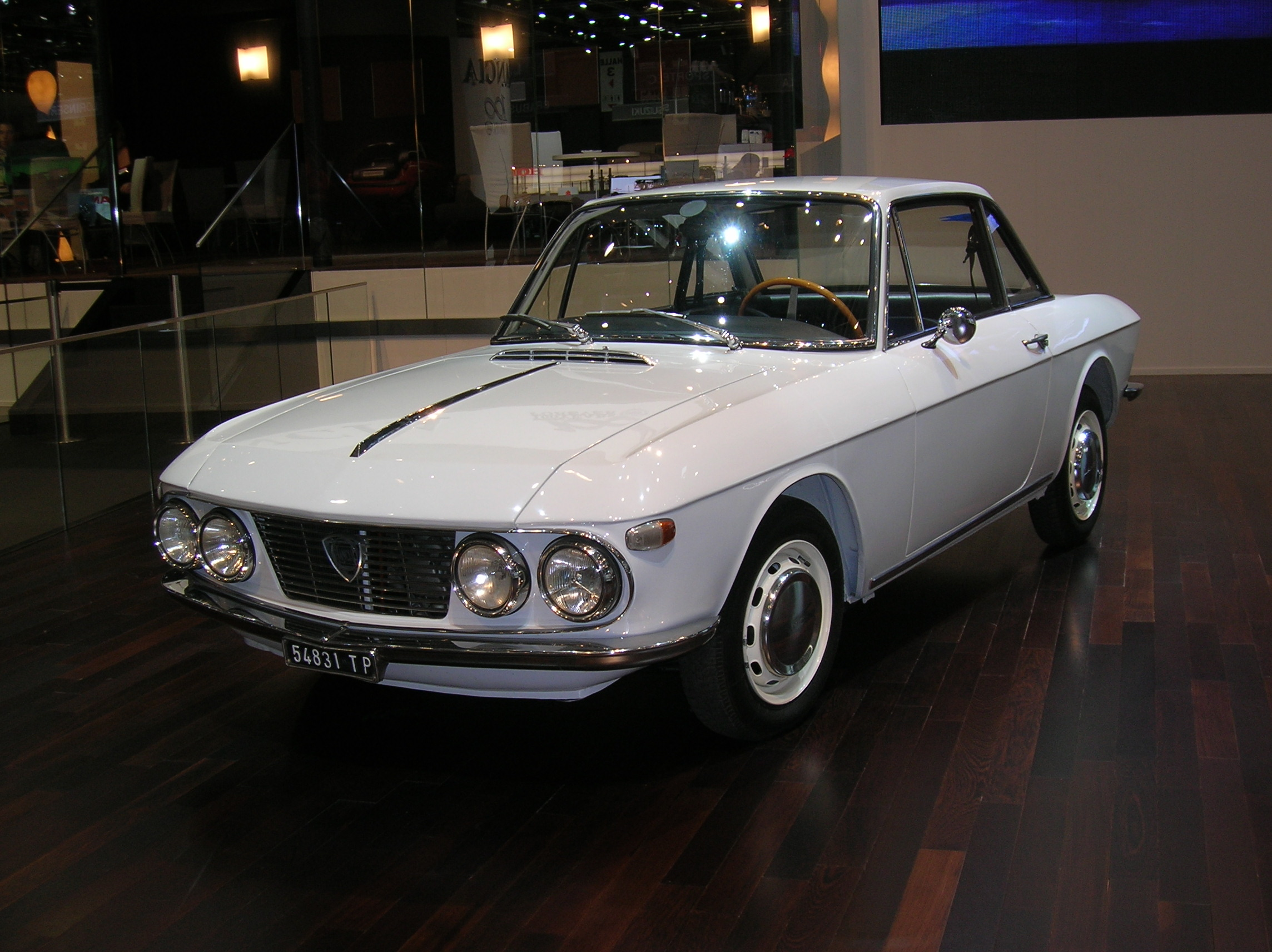
Lancia Fulvia Coupé

A través de su historia Lancia se ha caracterizado por ser pionera en la introducción de soluciones vanguardistas en sus automóviles, que luego se volverían estándar en la industria del motor; así en 1913 el Theta fue el primer automóvil de producción en tener un sistema eléctrico completo como equipamiento de serie. El primer coche con una carrocería tipo monocasco fue el Lambda, producido desde 1922 hasta 1931. También aparece por vez primera la suspensión delantera independiente 'Sliding Pillar' que incorporaron todos los modelos de Lancia hasta 1963 con la aparición del Lancia Appia.
En 1948 se incorpora por primera vez una transmisión de cinco velocidades en un coche de producción (el Lancia Ardea Serie 3). Lancia es el primer fabricante en realizar la producción en serie de un motor V6, en el Lancia Aurelia de 1950. Después de experimentar con el primer motor V12, el primer V8 y el primer V6 construidos, también fue la primera compañía en presentar un V4 a 13° usado en el Lancia Appia y Lancia Fulvia. Además, Lancia fue pionero en el uso de la suspensión independiente en la producción de automóviles. Lancia también desarrolló el transaxle, que se ajustaron a los modelos Aurelia y Flaminia. La capacidad de innovación, la búsqueda constante de la excelencia, la calidad de la fijación, la complicación de los procesos de construcción y la maquinaria envejecida significaba que tenían que fabricar todos los coches a mano. Con poca sinergia entre los distintos modelos, el costo de producción fue paulatinamente en aumento, pero no así la demanda. Sin embargo, estos desarrollos costosos e innovadores le han dado forma a la prestigiosa fama de Lancia en la actualidad.

## Futuro incierto
Tras la firma del primer convenio de colaboración entre Fiat y Chrysler para el rescate de esta última en 2009, la cúpula directiva de Fiat Group Automobiles decidió nuevos planes para su marca Lancia, debido a que comenzó a experimentar bajos niveles de ventas. Estos planes estaban basados en convertir a Lancia en productora y oferente local de vehículos originarios de Chrysler en el mercado automotor italiano, a la vez de ofrecer vehículos de origen Lancia en otros mercados de Europa, pero bajo el blasón de Chrysler.
De esta manera, en 2011 Lancia vio renovada su gama de productos con el lanzamiento de los nuevos Thema, Flavia, Ypsilon y Voyager, quienes complementaban la gama que ya tenía en producción al Delta de tercera generación. De estos coches, el Thema, el Flavia y el Voyager eran producidos en las factorías de Chrysler en Canadá y Estados Unidos, ya que básicamente eran modelos Chrysler con el logotipo cambiado por el de Lancia, para su comercialización en el mercado italiano. Por su parte, el Delta y el Ypsilon fueron ofrecidos en el Reino Unido bajo el blasón de Chrysler.
Lamentablemente, la baja aceptación que tuvieron en el mercado los productos de Lancia-Chrysler terminaron de echar por la borda los planes de reestructuración de la marca italiana, habiéndose cerrado la producción del Delta en el año 2013 y la de los derivados de Chrysler en el año 2014, luego de la constitución definitiva del grupo Fiat Chrysler Automobiles. Esto también provocó una fuerte merma en la imagen comercial de Lancia, cuya comercialización a nivel internacional fue cancelada, quedando circunscripta al mercado automotor italiano y con la sola producción del modelo Ypsilon para mantener viva a la marca.
Tras la presentación en el año 2018 de un nuevo plan de reformulación para todas las marcas pertenecientes de la nueva FCA Italy, el entonces director ejecutivo de la compañía, el fallecido Sergio Marchionne, no había formulado anuncios de reestructuración para la marca Lancia, por lo que continuó con su producción y comercialización local del modelo Ypsilon, sin anunciar tampoco planes de producción de nuevos modelos para esta marca. Este aislamiento de Marchionne realizado hacia Lancia, alimentó rumores de una posible desaparición de la marca, una vez finalizada la vida comercial de su único modelo. Sin embargo, su producción continuó hasta 2019 cuando se cumplieron 50 años de la adquisición de Lancia por parte del Grupo Fiat, siendo incluida dentro del paquete accionario de Fiat durante los anuncios de fusión entre los grupos FCA y PSA. Por otra parte, a pesar de estar operativa exclusivamente en el mercado italiano, informes del mes de julio del año 2019 dan cuenta de que en dicho mercado, Lancia superó en ventas a su emparentada Alfa Romeo, al haberse registrado en el primer semestre de ese año 34 691 matriculaciones frente a las 29 187 unidades registradas por la marca lombarda.

## Creación de Stellantis y conversión de Lancia a marca de lujo
En 2021 y tras dos años de exitosa negociación, Fiat Chrysler Automobiles y el Groupe PSA sellaron su fusión para constituir el grupo Stellantis. Tras su creación, el designado director ejecutivo de la compañía Carlos Tavares, se planteó la necesidad de atender a todas y cada una de las 14 marcas constituyentes del grupo, principalmente a aquellas que llevaban tiempo desatendidas. En este rubro ingresó Lancia, la cual tras sus años de gloria y reconocimiento en el plano del deporte mundial, tenía confinada su producción al mercado italiano y reducida en un único modelo: el Ypsilon. Con la creación de Stellantis, el plan de Tavares para la marca italiana fue el de convertirla en una productora de automóviles de lujo. A todo esto, la entonces director ejecutivo de la marca DS Automobiles, Béatrice Foucher, planteó la necesidad de crear un grupo interno apuntado al segmento de alta gama, aglutinando a Lancia con DS y Alfa Romeo.
El 1 de diciembre de 2024, renunció el director ejecutivo de Stellantis, Carlos Tavares, debido tanto por diferencias con la junta directiva como por las decepcionantes ventas y los pedidos de su salida. El puesto queda vacante en espera del nombramiento un nuevo sustituto.

## Volumen de producción por año
| Año  | N.º |
| ---- | --- |
| 1908 | 131 |
| 1909 | 150 |
| 1910 | 258 |
| 1911 | 357 |
| 1912 | 405 |

| Año  | N.º |
| ---- | --- |
| 1913 | 447 |
| 1914 | 462 |
| 1915 | 511 |
| 1916 | 686 |
| 1917 | 855 |

| Año  | N.º   |
| ---- | ----- |
| 1918 | 894   |
| 1919 | 707   |
| 1920 | 1.130 |
| 1921 | 865   |
| 1922 | 540   |

| Año  | N.º   |
| ---- | ----- |
| 1923 | 1.070 |
| 1924 | 2.455 |
| 1925 | 2.583 |
| 1926 | 2.480 |
| 1927 | 2.524 |

| Año  | N.º   |
| ---- | ----- |
| 1928 | 2.656 |
| 1929 | 2.659 |
| 1930 | 1.743 |
| 1931 | 1.545 |
| 1932 | 3.083 |

| Año  | N.º   |
| ---- | ----- |
| 1933 | 4.904 |
| 1934 | 7.163 |
| 1935 | 8.076 |
| 1936 | 4.848 |
| 1937 | 6.843 |

| Año  | N.º   |
| ---- | ----- |
| 1938 | 7.434 |
| 1939 | 6.324 |
| 1940 | 6.932 |
| 1941 | 5.839 |
| 1942 | 2.882 |

| Año  | N.º     |
| ---- | ------- |
| 1943 | 1.598   |
| 1944 | 2.128   |
| 1945 | 1.127   |
| 1998 | 175.215 |
| 1999 | 161.019 |

| Año  | N.º     |
| ---- | ------- |
| 2000 | 170.348 |
| 2001 | 134.812 |
| 2002 | 110.529 |
| 2003 | 108.989 |
| 2004 | 118.201 |

| Año  | N.º     |
| ---- | ------- |
| 2005 | 115.543 |
| 2006 | 122.956 |
| 2007 | 118.036 |
| 2008 | 113.307 |
| 2009 | 113.810 |

| Año  | N.º    |
| ---- | ------ |
| 2010 | 97.757 |

## Competición

### Rally

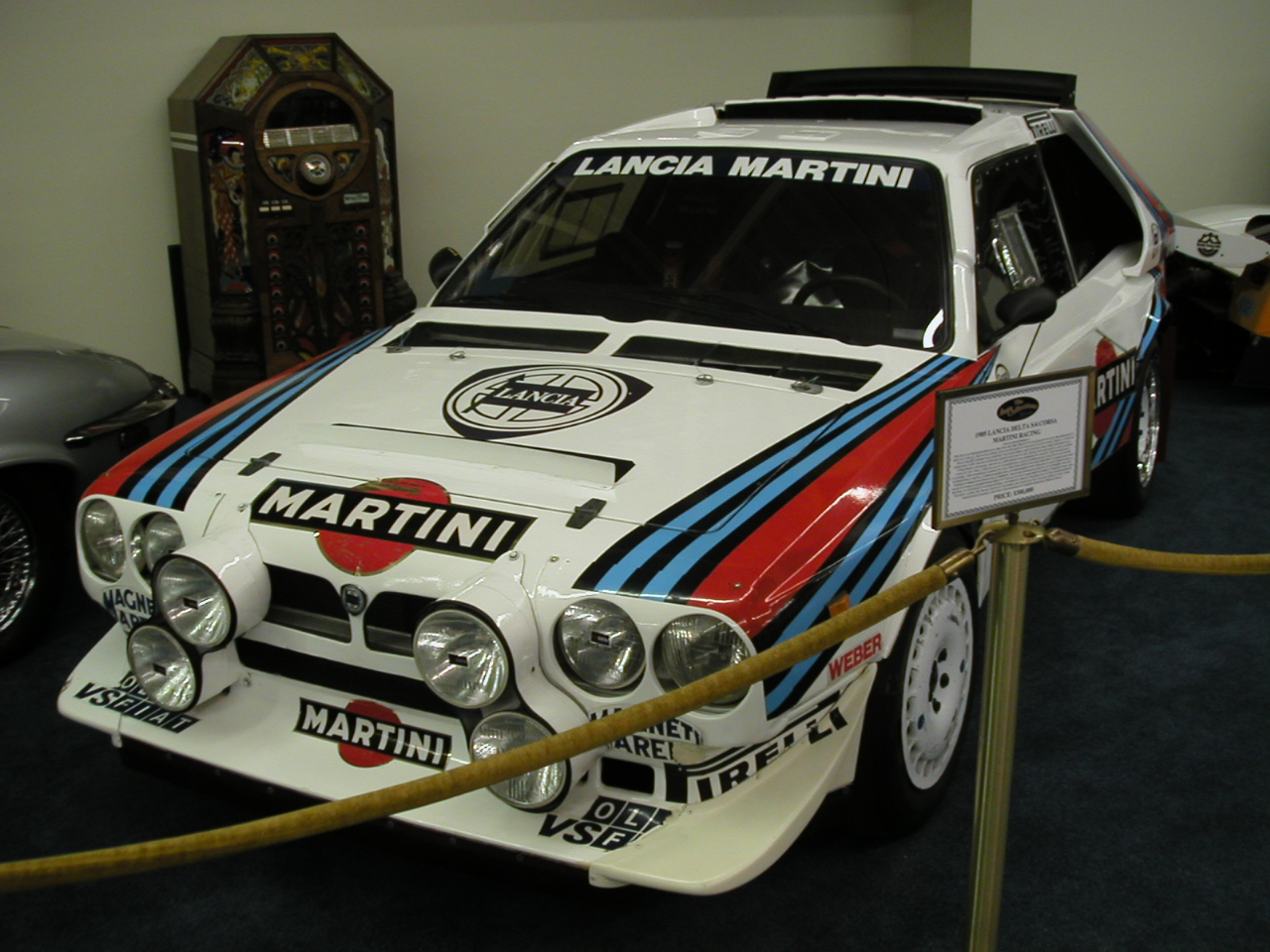
Delta S4 del grupo B

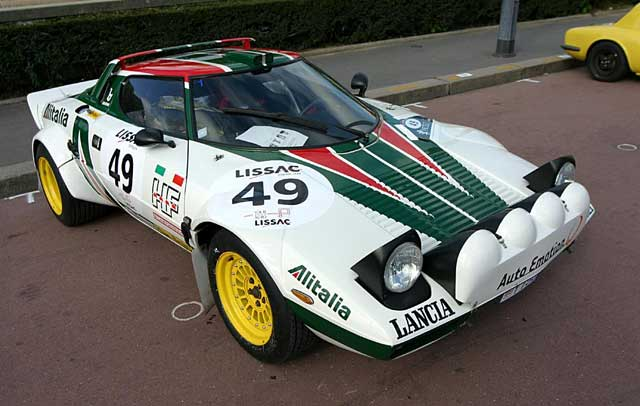
Stratos HF del Grupo 4

Su participación en el Campeonato del Mundo de Rally fue muy importante en los años 1970 y 1980 con el Fulvia, Stratos, 037 y Delta. En este período Lancia consigue en once ocasiones el título del mundo de fabricantes. Sus pilotos consiguieron en once ocasiones el título europeo de pilotos y además seis veces el título mundial. Los grandes éxitos y victorias dieron a Lancia gran popularidad en todo el mundo.
Lancia ha tenido mucho éxito en los deportes de motor en las últimas décadas, y sobre todo en el ámbito de los rallyes. Antes de la formación del Campeonato Mundial de Rally, Lancia obtuvo el título del entonces denominado Campeonato Internacional de Marcas (IMC por sus siglas en inglés) con el Fulvia en 1972. En el Mundial de Rallyes, siguen siendo hoy en día la marca más exitosa estadísticamente, a pesar de haberse retirado al final de la temporada de 1993, ganando los títulos de constructores con el Stratos en 1974, 1975 y 1976; el 037 en 1983 y el Delta seis consecutivas desde 1987 hasta 1992. Este último es también el modelo individual de mayor éxito que ha competido en los rallyes. Todo esto dio Lancia un total de 11 campeonatos en los últimos años.
Juha Kankkunen y Miki Biasion ganaron ambos los títulos de piloto con el Delta. Otros pilotos que ganaron al mando de un Lancia fueron Markku Alén, Didier Auriol, Sandro Munari, Darniche Bernard, Walter Röhrl, Björn Waldegård y Henri Toivonen. La historia de la marca en los rallyes también está teñida de tragedia, con la muerte de Attilio Bettega piloto italiano en el Tour de Córcega de 1985 a los mandos de un 037 y luego el finlandés Toivonen en un Lancia Delta S4 en el mismo circuito exactamente un año después. Estas muertes finalmente conducirían a la prohibición del Grupo B del mundial de rally.

### Sport Prototipos

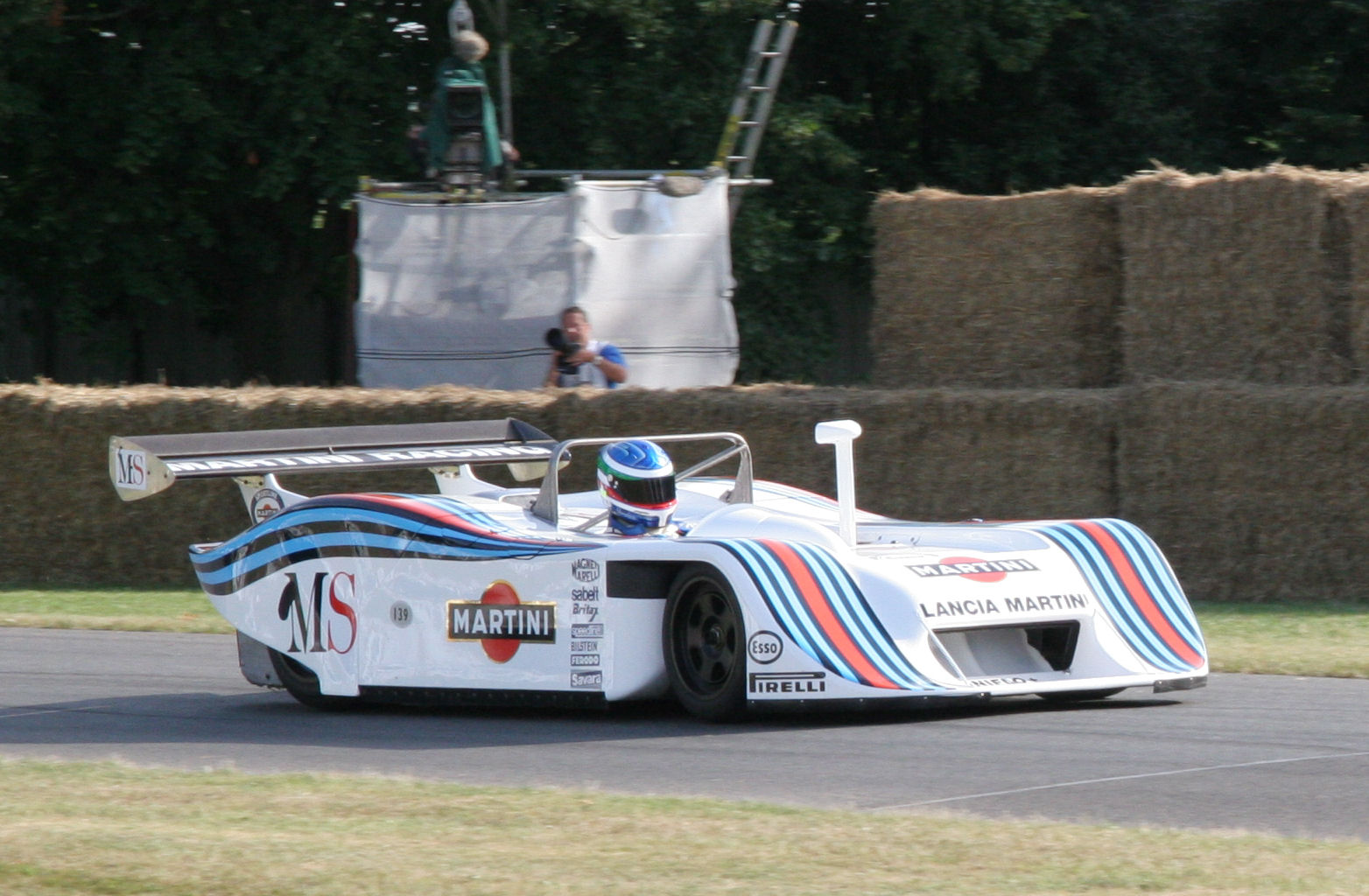
Lancia LC1 del Grupo 6

Durante el dominio de Lancia en los rallyes, la empresa también se expandió a la competición de sport prototipos desde 1970 hasta mediados de la década de 1980. Originalmente comenzaron con el Stratos HF en el Grupo 4, así como un breve interludio con una rara versión del Grupo 5, el coche fue sustituido por el Montecarlo Turbo. En 1982 el equipo se trasladó hasta el Grupo 6 con el LC1 Spyder, seguido por el Grupo C LC2 cupé que incluía un motor Ferrari en 1983. El LC2 fue un serio competidor del Porsche 956 en términos de velocidad pura, asegurando 13 pole positions durante su vida útil. Sin embargo, sus resultados en carrera se vieron obstaculizados por la escasa fiabilidad y baja economía de combustible, logrando triunfar en solo tres carreras en Europa y una en el Campeonato Mundial de Resistencia. La incapacidad del equipo para batir al dominante Porsche 956 y 962, obligaron a la marca a abandonar la categoría a finales de 1986 para concentrase en los rallys. Sin embargo, algunos equipos privados siguieron compitiendo con el LC2s con bajos resultados hasta principios de 1990.

## Motores
- Lancia V4
- Lancia V6
- Lancia V8
- Lancia Flat-4

## Fábricas

### Actuales
- Planta de Tychy: Lancia Ypsilon

### Históricas
- Lancia Via Ormea, Turín.
- Lancia Corso Peschiera, Turín.
- Lancia Borgo San Paolo, Turín.
- Lancia Chivasso, Piamonte.